# Лю Вэньчжэ
Лю Вэньчжэ (кит. 刘文哲, пиньинь: Liú Wénzhé; 7 октября 1940, Харбин — 20 сентября 2011, Пекин) — китайский шахматист, международный мастер (1980).

## Шахматная карьера
Чемпион Китая 1980 и 1982 гг.
В составе сборной Китая участник трёх шахматных олимпиад (1978, 1980 и 1982 гг.) и четырёх командных чемпионатов Азии (1979, 1981, 1991 и 1993 гг.). В 1991 г. сборная Китая стала победительницей командного чемпионата Азии, в 1979 и 1981 гг. завоевала серебряные медали. На шахматных олимпиадах Лю Вэньчжэ сыграл в общей сложности 37 партий (+14, −19, = 4), на командных чемпионатах Азии — 17 (+10, −3, = 4).
Лю Вэньчжэ был первым китайским шахматистом, который обыграл гроссмейстера (Н. В. Крогиуса в матче СССР — Китай, 1965 г.). Также он стал первым китайским шахматистом, получившим звание международного мастера. Он считается пионером шахмат в Китае и основателем Китайской школы шахмат.
В 1986 году Лю Вэньчжэ был назначен на должность главного тренера Китайского института шахмат и главного тренера сборной Китая по шахматам. На этой должности в 2000 г. его сменил Е Цзянчуань.
В 2002—2003 гг. Лю Вэньчжэ написал книгу «Китайская школа шахмат». В этой книге он описал впечатляющий прогресс китайских шахматистов за четверть века.

## Примечательные партии
|   | a | b | c | d | e | f | g | h |   |
| - | --- | --- | --- | --- | --- | --- | --- | --- | - |
| 8 | a8 чёрная ладья · d8 чёрный ферзь · e8 чёрный конь · f8 чёрная ладья · a7 чёрная пешка · b7 чёрная пешка · f7 чёрный король · g7 чёрный слон · h7 белый ферзь · c6 чёрный конь · d6 чёрная пешка · e6 чёрный слон · g6 чёрная пешка · c5 чёрная пешка · d5 белый конь · f5 чёрная пешка · g5 белая пешка · e4 белая пешка · a2 белая пешка · b2 белая пешка · c2 белая пешка · e2 белый слон · f2 белая пешка · a1 белая ладья · c1 белый слон · e1 белый король · g1 белый конь · h1 белая ладья | a8 чёрная ладья · d8 чёрный ферзь · e8 чёрный конь · f8 чёрная ладья · a7 чёрная пешка · b7 чёрная пешка · f7 чёрный король · g7 чёрный слон · h7 белый ферзь · c6 чёрный конь · d6 чёрная пешка · e6 чёрный слон · g6 чёрная пешка · c5 чёрная пешка · d5 белый конь · f5 чёрная пешка · g5 белая пешка · e4 белая пешка · a2 белая пешка · b2 белая пешка · c2 белая пешка · e2 белый слон · f2 белая пешка · a1 белая ладья · c1 белый слон · e1 белый король · g1 белый конь · h1 белая ладья | a8 чёрная ладья · d8 чёрный ферзь · e8 чёрный конь · f8 чёрная ладья · a7 чёрная пешка · b7 чёрная пешка · f7 чёрный король · g7 чёрный слон · h7 белый ферзь · c6 чёрный конь · d6 чёрная пешка · e6 чёрный слон · g6 чёрная пешка · c5 чёрная пешка · d5 белый конь · f5 чёрная пешка · g5 белая пешка · e4 белая пешка · a2 белая пешка · b2 белая пешка · c2 белая пешка · e2 белый слон · f2 белая пешка · a1 белая ладья · c1 белый слон · e1 белый король · g1 белый конь · h1 белая ладья | a8 чёрная ладья · d8 чёрный ферзь · e8 чёрный конь · f8 чёрная ладья · a7 чёрная пешка · b7 чёрная пешка · f7 чёрный король · g7 чёрный слон · h7 белый ферзь · c6 чёрный конь · d6 чёрная пешка · e6 чёрный слон · g6 чёрная пешка · c5 чёрная пешка · d5 белый конь · f5 чёрная пешка · g5 белая пешка · e4 белая пешка · a2 белая пешка · b2 белая пешка · c2 белая пешка · e2 белый слон · f2 белая пешка · a1 белая ладья · c1 белый слон · e1 белый король · g1 белый конь · h1 белая ладья | a8 чёрная ладья · d8 чёрный ферзь · e8 чёрный конь · f8 чёрная ладья · a7 чёрная пешка · b7 чёрная пешка · f7 чёрный король · g7 чёрный слон · h7 белый ферзь · c6 чёрный конь · d6 чёрная пешка · e6 чёрный слон · g6 чёрная пешка · c5 чёрная пешка · d5 белый конь · f5 чёрная пешка · g5 белая пешка · e4 белая пешка · a2 белая пешка · b2 белая пешка · c2 белая пешка · e2 белый слон · f2 белая пешка · a1 белая ладья · c1 белый слон · e1 белый король · g1 белый конь · h1 белая ладья | a8 чёрная ладья · d8 чёрный ферзь · e8 чёрный конь · f8 чёрная ладья · a7 чёрная пешка · b7 чёрная пешка · f7 чёрный король · g7 чёрный слон · h7 белый ферзь · c6 чёрный конь · d6 чёрная пешка · e6 чёрный слон · g6 чёрная пешка · c5 чёрная пешка · d5 белый конь · f5 чёрная пешка · g5 белая пешка · e4 белая пешка · a2 белая пешка · b2 белая пешка · c2 белая пешка · e2 белый слон · f2 белая пешка · a1 белая ладья · c1 белый слон · e1 белый король · g1 белый конь · h1 белая ладья | a8 чёрная ладья · d8 чёрный ферзь · e8 чёрный конь · f8 чёрная ладья · a7 чёрная пешка · b7 чёрная пешка · f7 чёрный король · g7 чёрный слон · h7 белый ферзь · c6 чёрный конь · d6 чёрная пешка · e6 чёрный слон · g6 чёрная пешка · c5 чёрная пешка · d5 белый конь · f5 чёрная пешка · g5 белая пешка · e4 белая пешка · a2 белая пешка · b2 белая пешка · c2 белая пешка · e2 белый слон · f2 белая пешка · a1 белая ладья · c1 белый слон · e1 белый король · g1 белый конь · h1 белая ладья | a8 чёрная ладья · d8 чёрный ферзь · e8 чёрный конь · f8 чёрная ладья · a7 чёрная пешка · b7 чёрная пешка · f7 чёрный король · g7 чёрный слон · h7 белый ферзь · c6 чёрный конь · d6 чёрная пешка · e6 чёрный слон · g6 чёрная пешка · c5 чёрная пешка · d5 белый конь · f5 чёрная пешка · g5 белая пешка · e4 белая пешка · a2 белая пешка · b2 белая пешка · c2 белая пешка · e2 белый слон · f2 белая пешка · a1 белая ладья · c1 белый слон · e1 белый король · g1 белый конь · h1 белая ладья | 8 |
| 7 | a8 чёрная ладья · d8 чёрный ферзь · e8 чёрный конь · f8 чёрная ладья · a7 чёрная пешка · b7 чёрная пешка · f7 чёрный король · g7 чёрный слон · h7 белый ферзь · c6 чёрный конь · d6 чёрная пешка · e6 чёрный слон · g6 чёрная пешка · c5 чёрная пешка · d5 белый конь · f5 чёрная пешка · g5 белая пешка · e4 белая пешка · a2 белая пешка · b2 белая пешка · c2 белая пешка · e2 белый слон · f2 белая пешка · a1 белая ладья · c1 белый слон · e1 белый король · g1 белый конь · h1 белая ладья | a8 чёрная ладья · d8 чёрный ферзь · e8 чёрный конь · f8 чёрная ладья · a7 чёрная пешка · b7 чёрная пешка · f7 чёрный король · g7 чёрный слон · h7 белый ферзь · c6 чёрный конь · d6 чёрная пешка · e6 чёрный слон · g6 чёрная пешка · c5 чёрная пешка · d5 белый конь · f5 чёрная пешка · g5 белая пешка · e4 белая пешка · a2 белая пешка · b2 белая пешка · c2 белая пешка · e2 белый слон · f2 белая пешка · a1 белая ладья · c1 белый слон · e1 белый король · g1 белый конь · h1 белая ладья | a8 чёрная ладья · d8 чёрный ферзь · e8 чёрный конь · f8 чёрная ладья · a7 чёрная пешка · b7 чёрная пешка · f7 чёрный король · g7 чёрный слон · h7 белый ферзь · c6 чёрный конь · d6 чёрная пешка · e6 чёрный слон · g6 чёрная пешка · c5 чёрная пешка · d5 белый конь · f5 чёрная пешка · g5 белая пешка · e4 белая пешка · a2 белая пешка · b2 белая пешка · c2 белая пешка · e2 белый слон · f2 белая пешка · a1 белая ладья · c1 белый слон · e1 белый король · g1 белый конь · h1 белая ладья | a8 чёрная ладья · d8 чёрный ферзь · e8 чёрный конь · f8 чёрная ладья · a7 чёрная пешка · b7 чёрная пешка · f7 чёрный король · g7 чёрный слон · h7 белый ферзь · c6 чёрный конь · d6 чёрная пешка · e6 чёрный слон · g6 чёрная пешка · c5 чёрная пешка · d5 белый конь · f5 чёрная пешка · g5 белая пешка · e4 белая пешка · a2 белая пешка · b2 белая пешка · c2 белая пешка · e2 белый слон · f2 белая пешка · a1 белая ладья · c1 белый слон · e1 белый король · g1 белый конь · h1 белая ладья | a8 чёрная ладья · d8 чёрный ферзь · e8 чёрный конь · f8 чёрная ладья · a7 чёрная пешка · b7 чёрная пешка · f7 чёрный король · g7 чёрный слон · h7 белый ферзь · c6 чёрный конь · d6 чёрная пешка · e6 чёрный слон · g6 чёрная пешка · c5 чёрная пешка · d5 белый конь · f5 чёрная пешка · g5 белая пешка · e4 белая пешка · a2 белая пешка · b2 белая пешка · c2 белая пешка · e2 белый слон · f2 белая пешка · a1 белая ладья · c1 белый слон · e1 белый король · g1 белый конь · h1 белая ладья | a8 чёрная ладья · d8 чёрный ферзь · e8 чёрный конь · f8 чёрная ладья · a7 чёрная пешка · b7 чёрная пешка · f7 чёрный король · g7 чёрный слон · h7 белый ферзь · c6 чёрный конь · d6 чёрная пешка · e6 чёрный слон · g6 чёрная пешка · c5 чёрная пешка · d5 белый конь · f5 чёрная пешка · g5 белая пешка · e4 белая пешка · a2 белая пешка · b2 белая пешка · c2 белая пешка · e2 белый слон · f2 белая пешка · a1 белая ладья · c1 белый слон · e1 белый король · g1 белый конь · h1 белая ладья | a8 чёрная ладья · d8 чёрный ферзь · e8 чёрный конь · f8 чёрная ладья · a7 чёрная пешка · b7 чёрная пешка · f7 чёрный король · g7 чёрный слон · h7 белый ферзь · c6 чёрный конь · d6 чёрная пешка · e6 чёрный слон · g6 чёрная пешка · c5 чёрная пешка · d5 белый конь · f5 чёрная пешка · g5 белая пешка · e4 белая пешка · a2 белая пешка · b2 белая пешка · c2 белая пешка · e2 белый слон · f2 белая пешка · a1 белая ладья · c1 белый слон · e1 белый король · g1 белый конь · h1 белая ладья | a8 чёрная ладья · d8 чёрный ферзь · e8 чёрный конь · f8 чёрная ладья · a7 чёрная пешка · b7 чёрная пешка · f7 чёрный король · g7 чёрный слон · h7 белый ферзь · c6 чёрный конь · d6 чёрная пешка · e6 чёрный слон · g6 чёрная пешка · c5 чёрная пешка · d5 белый конь · f5 чёрная пешка · g5 белая пешка · e4 белая пешка · a2 белая пешка · b2 белая пешка · c2 белая пешка · e2 белый слон · f2 белая пешка · a1 белая ладья · c1 белый слон · e1 белый король · g1 белый конь · h1 белая ладья | 7 |
| 6 | a8 чёрная ладья · d8 чёрный ферзь · e8 чёрный конь · f8 чёрная ладья · a7 чёрная пешка · b7 чёрная пешка · f7 чёрный король · g7 чёрный слон · h7 белый ферзь · c6 чёрный конь · d6 чёрная пешка · e6 чёрный слон · g6 чёрная пешка · c5 чёрная пешка · d5 белый конь · f5 чёрная пешка · g5 белая пешка · e4 белая пешка · a2 белая пешка · b2 белая пешка · c2 белая пешка · e2 белый слон · f2 белая пешка · a1 белая ладья · c1 белый слон · e1 белый король · g1 белый конь · h1 белая ладья | a8 чёрная ладья · d8 чёрный ферзь · e8 чёрный конь · f8 чёрная ладья · a7 чёрная пешка · b7 чёрная пешка · f7 чёрный король · g7 чёрный слон · h7 белый ферзь · c6 чёрный конь · d6 чёрная пешка · e6 чёрный слон · g6 чёрная пешка · c5 чёрная пешка · d5 белый конь · f5 чёрная пешка · g5 белая пешка · e4 белая пешка · a2 белая пешка · b2 белая пешка · c2 белая пешка · e2 белый слон · f2 белая пешка · a1 белая ладья · c1 белый слон · e1 белый король · g1 белый конь · h1 белая ладья | a8 чёрная ладья · d8 чёрный ферзь · e8 чёрный конь · f8 чёрная ладья · a7 чёрная пешка · b7 чёрная пешка · f7 чёрный король · g7 чёрный слон · h7 белый ферзь · c6 чёрный конь · d6 чёрная пешка · e6 чёрный слон · g6 чёрная пешка · c5 чёрная пешка · d5 белый конь · f5 чёрная пешка · g5 белая пешка · e4 белая пешка · a2 белая пешка · b2 белая пешка · c2 белая пешка · e2 белый слон · f2 белая пешка · a1 белая ладья · c1 белый слон · e1 белый король · g1 белый конь · h1 белая ладья | a8 чёрная ладья · d8 чёрный ферзь · e8 чёрный конь · f8 чёрная ладья · a7 чёрная пешка · b7 чёрная пешка · f7 чёрный король · g7 чёрный слон · h7 белый ферзь · c6 чёрный конь · d6 чёрная пешка · e6 чёрный слон · g6 чёрная пешка · c5 чёрная пешка · d5 белый конь · f5 чёрная пешка · g5 белая пешка · e4 белая пешка · a2 белая пешка · b2 белая пешка · c2 белая пешка · e2 белый слон · f2 белая пешка · a1 белая ладья · c1 белый слон · e1 белый король · g1 белый конь · h1 белая ладья | a8 чёрная ладья · d8 чёрный ферзь · e8 чёрный конь · f8 чёрная ладья · a7 чёрная пешка · b7 чёрная пешка · f7 чёрный король · g7 чёрный слон · h7 белый ферзь · c6 чёрный конь · d6 чёрная пешка · e6 чёрный слон · g6 чёрная пешка · c5 чёрная пешка · d5 белый конь · f5 чёрная пешка · g5 белая пешка · e4 белая пешка · a2 белая пешка · b2 белая пешка · c2 белая пешка · e2 белый слон · f2 белая пешка · a1 белая ладья · c1 белый слон · e1 белый король · g1 белый конь · h1 белая ладья | a8 чёрная ладья · d8 чёрный ферзь · e8 чёрный конь · f8 чёрная ладья · a7 чёрная пешка · b7 чёрная пешка · f7 чёрный король · g7 чёрный слон · h7 белый ферзь · c6 чёрный конь · d6 чёрная пешка · e6 чёрный слон · g6 чёрная пешка · c5 чёрная пешка · d5 белый конь · f5 чёрная пешка · g5 белая пешка · e4 белая пешка · a2 белая пешка · b2 белая пешка · c2 белая пешка · e2 белый слон · f2 белая пешка · a1 белая ладья · c1 белый слон · e1 белый король · g1 белый конь · h1 белая ладья | a8 чёрная ладья · d8 чёрный ферзь · e8 чёрный конь · f8 чёрная ладья · a7 чёрная пешка · b7 чёрная пешка · f7 чёрный король · g7 чёрный слон · h7 белый ферзь · c6 чёрный конь · d6 чёрная пешка · e6 чёрный слон · g6 чёрная пешка · c5 чёрная пешка · d5 белый конь · f5 чёрная пешка · g5 белая пешка · e4 белая пешка · a2 белая пешка · b2 белая пешка · c2 белая пешка · e2 белый слон · f2 белая пешка · a1 белая ладья · c1 белый слон · e1 белый король · g1 белый конь · h1 белая ладья | a8 чёрная ладья · d8 чёрный ферзь · e8 чёрный конь · f8 чёрная ладья · a7 чёрная пешка · b7 чёрная пешка · f7 чёрный король · g7 чёрный слон · h7 белый ферзь · c6 чёрный конь · d6 чёрная пешка · e6 чёрный слон · g6 чёрная пешка · c5 чёрная пешка · d5 белый конь · f5 чёрная пешка · g5 белая пешка · e4 белая пешка · a2 белая пешка · b2 белая пешка · c2 белая пешка · e2 белый слон · f2 белая пешка · a1 белая ладья · c1 белый слон · e1 белый король · g1 белый конь · h1 белая ладья | 6 |
| 5 | a8 чёрная ладья · d8 чёрный ферзь · e8 чёрный конь · f8 чёрная ладья · a7 чёрная пешка · b7 чёрная пешка · f7 чёрный король · g7 чёрный слон · h7 белый ферзь · c6 чёрный конь · d6 чёрная пешка · e6 чёрный слон · g6 чёрная пешка · c5 чёрная пешка · d5 белый конь · f5 чёрная пешка · g5 белая пешка · e4 белая пешка · a2 белая пешка · b2 белая пешка · c2 белая пешка · e2 белый слон · f2 белая пешка · a1 белая ладья · c1 белый слон · e1 белый король · g1 белый конь · h1 белая ладья | a8 чёрная ладья · d8 чёрный ферзь · e8 чёрный конь · f8 чёрная ладья · a7 чёрная пешка · b7 чёрная пешка · f7 чёрный король · g7 чёрный слон · h7 белый ферзь · c6 чёрный конь · d6 чёрная пешка · e6 чёрный слон · g6 чёрная пешка · c5 чёрная пешка · d5 белый конь · f5 чёрная пешка · g5 белая пешка · e4 белая пешка · a2 белая пешка · b2 белая пешка · c2 белая пешка · e2 белый слон · f2 белая пешка · a1 белая ладья · c1 белый слон · e1 белый король · g1 белый конь · h1 белая ладья | a8 чёрная ладья · d8 чёрный ферзь · e8 чёрный конь · f8 чёрная ладья · a7 чёрная пешка · b7 чёрная пешка · f7 чёрный король · g7 чёрный слон · h7 белый ферзь · c6 чёрный конь · d6 чёрная пешка · e6 чёрный слон · g6 чёрная пешка · c5 чёрная пешка · d5 белый конь · f5 чёрная пешка · g5 белая пешка · e4 белая пешка · a2 белая пешка · b2 белая пешка · c2 белая пешка · e2 белый слон · f2 белая пешка · a1 белая ладья · c1 белый слон · e1 белый король · g1 белый конь · h1 белая ладья | a8 чёрная ладья · d8 чёрный ферзь · e8 чёрный конь · f8 чёрная ладья · a7 чёрная пешка · b7 чёрная пешка · f7 чёрный король · g7 чёрный слон · h7 белый ферзь · c6 чёрный конь · d6 чёрная пешка · e6 чёрный слон · g6 чёрная пешка · c5 чёрная пешка · d5 белый конь · f5 чёрная пешка · g5 белая пешка · e4 белая пешка · a2 белая пешка · b2 белая пешка · c2 белая пешка · e2 белый слон · f2 белая пешка · a1 белая ладья · c1 белый слон · e1 белый король · g1 белый конь · h1 белая ладья | a8 чёрная ладья · d8 чёрный ферзь · e8 чёрный конь · f8 чёрная ладья · a7 чёрная пешка · b7 чёрная пешка · f7 чёрный король · g7 чёрный слон · h7 белый ферзь · c6 чёрный конь · d6 чёрная пешка · e6 чёрный слон · g6 чёрная пешка · c5 чёрная пешка · d5 белый конь · f5 чёрная пешка · g5 белая пешка · e4 белая пешка · a2 белая пешка · b2 белая пешка · c2 белая пешка · e2 белый слон · f2 белая пешка · a1 белая ладья · c1 белый слон · e1 белый король · g1 белый конь · h1 белая ладья | a8 чёрная ладья · d8 чёрный ферзь · e8 чёрный конь · f8 чёрная ладья · a7 чёрная пешка · b7 чёрная пешка · f7 чёрный король · g7 чёрный слон · h7 белый ферзь · c6 чёрный конь · d6 чёрная пешка · e6 чёрный слон · g6 чёрная пешка · c5 чёрная пешка · d5 белый конь · f5 чёрная пешка · g5 белая пешка · e4 белая пешка · a2 белая пешка · b2 белая пешка · c2 белая пешка · e2 белый слон · f2 белая пешка · a1 белая ладья · c1 белый слон · e1 белый король · g1 белый конь · h1 белая ладья | a8 чёрная ладья · d8 чёрный ферзь · e8 чёрный конь · f8 чёрная ладья · a7 чёрная пешка · b7 чёрная пешка · f7 чёрный король · g7 чёрный слон · h7 белый ферзь · c6 чёрный конь · d6 чёрная пешка · e6 чёрный слон · g6 чёрная пешка · c5 чёрная пешка · d5 белый конь · f5 чёрная пешка · g5 белая пешка · e4 белая пешка · a2 белая пешка · b2 белая пешка · c2 белая пешка · e2 белый слон · f2 белая пешка · a1 белая ладья · c1 белый слон · e1 белый король · g1 белый конь · h1 белая ладья | a8 чёрная ладья · d8 чёрный ферзь · e8 чёрный конь · f8 чёрная ладья · a7 чёрная пешка · b7 чёрная пешка · f7 чёрный король · g7 чёрный слон · h7 белый ферзь · c6 чёрный конь · d6 чёрная пешка · e6 чёрный слон · g6 чёрная пешка · c5 чёрная пешка · d5 белый конь · f5 чёрная пешка · g5 белая пешка · e4 белая пешка · a2 белая пешка · b2 белая пешка · c2 белая пешка · e2 белый слон · f2 белая пешка · a1 белая ладья · c1 белый слон · e1 белый король · g1 белый конь · h1 белая ладья | 5 |
| 4 | a8 чёрная ладья · d8 чёрный ферзь · e8 чёрный конь · f8 чёрная ладья · a7 чёрная пешка · b7 чёрная пешка · f7 чёрный король · g7 чёрный слон · h7 белый ферзь · c6 чёрный конь · d6 чёрная пешка · e6 чёрный слон · g6 чёрная пешка · c5 чёрная пешка · d5 белый конь · f5 чёрная пешка · g5 белая пешка · e4 белая пешка · a2 белая пешка · b2 белая пешка · c2 белая пешка · e2 белый слон · f2 белая пешка · a1 белая ладья · c1 белый слон · e1 белый король · g1 белый конь · h1 белая ладья | a8 чёрная ладья · d8 чёрный ферзь · e8 чёрный конь · f8 чёрная ладья · a7 чёрная пешка · b7 чёрная пешка · f7 чёрный король · g7 чёрный слон · h7 белый ферзь · c6 чёрный конь · d6 чёрная пешка · e6 чёрный слон · g6 чёрная пешка · c5 чёрная пешка · d5 белый конь · f5 чёрная пешка · g5 белая пешка · e4 белая пешка · a2 белая пешка · b2 белая пешка · c2 белая пешка · e2 белый слон · f2 белая пешка · a1 белая ладья · c1 белый слон · e1 белый король · g1 белый конь · h1 белая ладья | a8 чёрная ладья · d8 чёрный ферзь · e8 чёрный конь · f8 чёрная ладья · a7 чёрная пешка · b7 чёрная пешка · f7 чёрный король · g7 чёрный слон · h7 белый ферзь · c6 чёрный конь · d6 чёрная пешка · e6 чёрный слон · g6 чёрная пешка · c5 чёрная пешка · d5 белый конь · f5 чёрная пешка · g5 белая пешка · e4 белая пешка · a2 белая пешка · b2 белая пешка · c2 белая пешка · e2 белый слон · f2 белая пешка · a1 белая ладья · c1 белый слон · e1 белый король · g1 белый конь · h1 белая ладья | a8 чёрная ладья · d8 чёрный ферзь · e8 чёрный конь · f8 чёрная ладья · a7 чёрная пешка · b7 чёрная пешка · f7 чёрный король · g7 чёрный слон · h7 белый ферзь · c6 чёрный конь · d6 чёрная пешка · e6 чёрный слон · g6 чёрная пешка · c5 чёрная пешка · d5 белый конь · f5 чёрная пешка · g5 белая пешка · e4 белая пешка · a2 белая пешка · b2 белая пешка · c2 белая пешка · e2 белый слон · f2 белая пешка · a1 белая ладья · c1 белый слон · e1 белый король · g1 белый конь · h1 белая ладья | a8 чёрная ладья · d8 чёрный ферзь · e8 чёрный конь · f8 чёрная ладья · a7 чёрная пешка · b7 чёрная пешка · f7 чёрный король · g7 чёрный слон · h7 белый ферзь · c6 чёрный конь · d6 чёрная пешка · e6 чёрный слон · g6 чёрная пешка · c5 чёрная пешка · d5 белый конь · f5 чёрная пешка · g5 белая пешка · e4 белая пешка · a2 белая пешка · b2 белая пешка · c2 белая пешка · e2 белый слон · f2 белая пешка · a1 белая ладья · c1 белый слон · e1 белый король · g1 белый конь · h1 белая ладья | a8 чёрная ладья · d8 чёрный ферзь · e8 чёрный конь · f8 чёрная ладья · a7 чёрная пешка · b7 чёрная пешка · f7 чёрный король · g7 чёрный слон · h7 белый ферзь · c6 чёрный конь · d6 чёрная пешка · e6 чёрный слон · g6 чёрная пешка · c5 чёрная пешка · d5 белый конь · f5 чёрная пешка · g5 белая пешка · e4 белая пешка · a2 белая пешка · b2 белая пешка · c2 белая пешка · e2 белый слон · f2 белая пешка · a1 белая ладья · c1 белый слон · e1 белый король · g1 белый конь · h1 белая ладья | a8 чёрная ладья · d8 чёрный ферзь · e8 чёрный конь · f8 чёрная ладья · a7 чёрная пешка · b7 чёрная пешка · f7 чёрный король · g7 чёрный слон · h7 белый ферзь · c6 чёрный конь · d6 чёрная пешка · e6 чёрный слон · g6 чёрная пешка · c5 чёрная пешка · d5 белый конь · f5 чёрная пешка · g5 белая пешка · e4 белая пешка · a2 белая пешка · b2 белая пешка · c2 белая пешка · e2 белый слон · f2 белая пешка · a1 белая ладья · c1 белый слон · e1 белый король · g1 белый конь · h1 белая ладья | a8 чёрная ладья · d8 чёрный ферзь · e8 чёрный конь · f8 чёрная ладья · a7 чёрная пешка · b7 чёрная пешка · f7 чёрный король · g7 чёрный слон · h7 белый ферзь · c6 чёрный конь · d6 чёрная пешка · e6 чёрный слон · g6 чёрная пешка · c5 чёрная пешка · d5 белый конь · f5 чёрная пешка · g5 белая пешка · e4 белая пешка · a2 белая пешка · b2 белая пешка · c2 белая пешка · e2 белый слон · f2 белая пешка · a1 белая ладья · c1 белый слон · e1 белый король · g1 белый конь · h1 белая ладья | 4 |
| 3 | a8 чёрная ладья · d8 чёрный ферзь · e8 чёрный конь · f8 чёрная ладья · a7 чёрная пешка · b7 чёрная пешка · f7 чёрный король · g7 чёрный слон · h7 белый ферзь · c6 чёрный конь · d6 чёрная пешка · e6 чёрный слон · g6 чёрная пешка · c5 чёрная пешка · d5 белый конь · f5 чёрная пешка · g5 белая пешка · e4 белая пешка · a2 белая пешка · b2 белая пешка · c2 белая пешка · e2 белый слон · f2 белая пешка · a1 белая ладья · c1 белый слон · e1 белый король · g1 белый конь · h1 белая ладья | a8 чёрная ладья · d8 чёрный ферзь · e8 чёрный конь · f8 чёрная ладья · a7 чёрная пешка · b7 чёрная пешка · f7 чёрный король · g7 чёрный слон · h7 белый ферзь · c6 чёрный конь · d6 чёрная пешка · e6 чёрный слон · g6 чёрная пешка · c5 чёрная пешка · d5 белый конь · f5 чёрная пешка · g5 белая пешка · e4 белая пешка · a2 белая пешка · b2 белая пешка · c2 белая пешка · e2 белый слон · f2 белая пешка · a1 белая ладья · c1 белый слон · e1 белый король · g1 белый конь · h1 белая ладья | a8 чёрная ладья · d8 чёрный ферзь · e8 чёрный конь · f8 чёрная ладья · a7 чёрная пешка · b7 чёрная пешка · f7 чёрный король · g7 чёрный слон · h7 белый ферзь · c6 чёрный конь · d6 чёрная пешка · e6 чёрный слон · g6 чёрная пешка · c5 чёрная пешка · d5 белый конь · f5 чёрная пешка · g5 белая пешка · e4 белая пешка · a2 белая пешка · b2 белая пешка · c2 белая пешка · e2 белый слон · f2 белая пешка · a1 белая ладья · c1 белый слон · e1 белый король · g1 белый конь · h1 белая ладья | a8 чёрная ладья · d8 чёрный ферзь · e8 чёрный конь · f8 чёрная ладья · a7 чёрная пешка · b7 чёрная пешка · f7 чёрный король · g7 чёрный слон · h7 белый ферзь · c6 чёрный конь · d6 чёрная пешка · e6 чёрный слон · g6 чёрная пешка · c5 чёрная пешка · d5 белый конь · f5 чёрная пешка · g5 белая пешка · e4 белая пешка · a2 белая пешка · b2 белая пешка · c2 белая пешка · e2 белый слон · f2 белая пешка · a1 белая ладья · c1 белый слон · e1 белый король · g1 белый конь · h1 белая ладья | a8 чёрная ладья · d8 чёрный ферзь · e8 чёрный конь · f8 чёрная ладья · a7 чёрная пешка · b7 чёрная пешка · f7 чёрный король · g7 чёрный слон · h7 белый ферзь · c6 чёрный конь · d6 чёрная пешка · e6 чёрный слон · g6 чёрная пешка · c5 чёрная пешка · d5 белый конь · f5 чёрная пешка · g5 белая пешка · e4 белая пешка · a2 белая пешка · b2 белая пешка · c2 белая пешка · e2 белый слон · f2 белая пешка · a1 белая ладья · c1 белый слон · e1 белый король · g1 белый конь · h1 белая ладья | a8 чёрная ладья · d8 чёрный ферзь · e8 чёрный конь · f8 чёрная ладья · a7 чёрная пешка · b7 чёрная пешка · f7 чёрный король · g7 чёрный слон · h7 белый ферзь · c6 чёрный конь · d6 чёрная пешка · e6 чёрный слон · g6 чёрная пешка · c5 чёрная пешка · d5 белый конь · f5 чёрная пешка · g5 белая пешка · e4 белая пешка · a2 белая пешка · b2 белая пешка · c2 белая пешка · e2 белый слон · f2 белая пешка · a1 белая ладья · c1 белый слон · e1 белый король · g1 белый конь · h1 белая ладья | a8 чёрная ладья · d8 чёрный ферзь · e8 чёрный конь · f8 чёрная ладья · a7 чёрная пешка · b7 чёрная пешка · f7 чёрный король · g7 чёрный слон · h7 белый ферзь · c6 чёрный конь · d6 чёрная пешка · e6 чёрный слон · g6 чёрная пешка · c5 чёрная пешка · d5 белый конь · f5 чёрная пешка · g5 белая пешка · e4 белая пешка · a2 белая пешка · b2 белая пешка · c2 белая пешка · e2 белый слон · f2 белая пешка · a1 белая ладья · c1 белый слон · e1 белый король · g1 белый конь · h1 белая ладья | a8 чёрная ладья · d8 чёрный ферзь · e8 чёрный конь · f8 чёрная ладья · a7 чёрная пешка · b7 чёрная пешка · f7 чёрный король · g7 чёрный слон · h7 белый ферзь · c6 чёрный конь · d6 чёрная пешка · e6 чёрный слон · g6 чёрная пешка · c5 чёрная пешка · d5 белый конь · f5 чёрная пешка · g5 белая пешка · e4 белая пешка · a2 белая пешка · b2 белая пешка · c2 белая пешка · e2 белый слон · f2 белая пешка · a1 белая ладья · c1 белый слон · e1 белый король · g1 белый конь · h1 белая ладья | 3 |
| 2 | a8 чёрная ладья · d8 чёрный ферзь · e8 чёрный конь · f8 чёрная ладья · a7 чёрная пешка · b7 чёрная пешка · f7 чёрный король · g7 чёрный слон · h7 белый ферзь · c6 чёрный конь · d6 чёрная пешка · e6 чёрный слон · g6 чёрная пешка · c5 чёрная пешка · d5 белый конь · f5 чёрная пешка · g5 белая пешка · e4 белая пешка · a2 белая пешка · b2 белая пешка · c2 белая пешка · e2 белый слон · f2 белая пешка · a1 белая ладья · c1 белый слон · e1 белый король · g1 белый конь · h1 белая ладья | a8 чёрная ладья · d8 чёрный ферзь · e8 чёрный конь · f8 чёрная ладья · a7 чёрная пешка · b7 чёрная пешка · f7 чёрный король · g7 чёрный слон · h7 белый ферзь · c6 чёрный конь · d6 чёрная пешка · e6 чёрный слон · g6 чёрная пешка · c5 чёрная пешка · d5 белый конь · f5 чёрная пешка · g5 белая пешка · e4 белая пешка · a2 белая пешка · b2 белая пешка · c2 белая пешка · e2 белый слон · f2 белая пешка · a1 белая ладья · c1 белый слон · e1 белый король · g1 белый конь · h1 белая ладья | a8 чёрная ладья · d8 чёрный ферзь · e8 чёрный конь · f8 чёрная ладья · a7 чёрная пешка · b7 чёрная пешка · f7 чёрный король · g7 чёрный слон · h7 белый ферзь · c6 чёрный конь · d6 чёрная пешка · e6 чёрный слон · g6 чёрная пешка · c5 чёрная пешка · d5 белый конь · f5 чёрная пешка · g5 белая пешка · e4 белая пешка · a2 белая пешка · b2 белая пешка · c2 белая пешка · e2 белый слон · f2 белая пешка · a1 белая ладья · c1 белый слон · e1 белый король · g1 белый конь · h1 белая ладья | a8 чёрная ладья · d8 чёрный ферзь · e8 чёрный конь · f8 чёрная ладья · a7 чёрная пешка · b7 чёрная пешка · f7 чёрный король · g7 чёрный слон · h7 белый ферзь · c6 чёрный конь · d6 чёрная пешка · e6 чёрный слон · g6 чёрная пешка · c5 чёрная пешка · d5 белый конь · f5 чёрная пешка · g5 белая пешка · e4 белая пешка · a2 белая пешка · b2 белая пешка · c2 белая пешка · e2 белый слон · f2 белая пешка · a1 белая ладья · c1 белый слон · e1 белый король · g1 белый конь · h1 белая ладья | a8 чёрная ладья · d8 чёрный ферзь · e8 чёрный конь · f8 чёрная ладья · a7 чёрная пешка · b7 чёрная пешка · f7 чёрный король · g7 чёрный слон · h7 белый ферзь · c6 чёрный конь · d6 чёрная пешка · e6 чёрный слон · g6 чёрная пешка · c5 чёрная пешка · d5 белый конь · f5 чёрная пешка · g5 белая пешка · e4 белая пешка · a2 белая пешка · b2 белая пешка · c2 белая пешка · e2 белый слон · f2 белая пешка · a1 белая ладья · c1 белый слон · e1 белый король · g1 белый конь · h1 белая ладья | a8 чёрная ладья · d8 чёрный ферзь · e8 чёрный конь · f8 чёрная ладья · a7 чёрная пешка · b7 чёрная пешка · f7 чёрный король · g7 чёрный слон · h7 белый ферзь · c6 чёрный конь · d6 чёрная пешка · e6 чёрный слон · g6 чёрная пешка · c5 чёрная пешка · d5 белый конь · f5 чёрная пешка · g5 белая пешка · e4 белая пешка · a2 белая пешка · b2 белая пешка · c2 белая пешка · e2 белый слон · f2 белая пешка · a1 белая ладья · c1 белый слон · e1 белый король · g1 белый конь · h1 белая ладья | a8 чёрная ладья · d8 чёрный ферзь · e8 чёрный конь · f8 чёрная ладья · a7 чёрная пешка · b7 чёрная пешка · f7 чёрный король · g7 чёрный слон · h7 белый ферзь · c6 чёрный конь · d6 чёрная пешка · e6 чёрный слон · g6 чёрная пешка · c5 чёрная пешка · d5 белый конь · f5 чёрная пешка · g5 белая пешка · e4 белая пешка · a2 белая пешка · b2 белая пешка · c2 белая пешка · e2 белый слон · f2 белая пешка · a1 белая ладья · c1 белый слон · e1 белый король · g1 белый конь · h1 белая ладья | a8 чёрная ладья · d8 чёрный ферзь · e8 чёрный конь · f8 чёрная ладья · a7 чёрная пешка · b7 чёрная пешка · f7 чёрный король · g7 чёрный слон · h7 белый ферзь · c6 чёрный конь · d6 чёрная пешка · e6 чёрный слон · g6 чёрная пешка · c5 чёрная пешка · d5 белый конь · f5 чёрная пешка · g5 белая пешка · e4 белая пешка · a2 белая пешка · b2 белая пешка · c2 белая пешка · e2 белый слон · f2 белая пешка · a1 белая ладья · c1 белый слон · e1 белый король · g1 белый конь · h1 белая ладья | 2 |
| 1 | a8 чёрная ладья · d8 чёрный ферзь · e8 чёрный конь · f8 чёрная ладья · a7 чёрная пешка · b7 чёрная пешка · f7 чёрный король · g7 чёрный слон · h7 белый ферзь · c6 чёрный конь · d6 чёрная пешка · e6 чёрный слон · g6 чёрная пешка · c5 чёрная пешка · d5 белый конь · f5 чёрная пешка · g5 белая пешка · e4 белая пешка · a2 белая пешка · b2 белая пешка · c2 белая пешка · e2 белый слон · f2 белая пешка · a1 белая ладья · c1 белый слон · e1 белый король · g1 белый конь · h1 белая ладья | a8 чёрная ладья · d8 чёрный ферзь · e8 чёрный конь · f8 чёрная ладья · a7 чёрная пешка · b7 чёрная пешка · f7 чёрный король · g7 чёрный слон · h7 белый ферзь · c6 чёрный конь · d6 чёрная пешка · e6 чёрный слон · g6 чёрная пешка · c5 чёрная пешка · d5 белый конь · f5 чёрная пешка · g5 белая пешка · e4 белая пешка · a2 белая пешка · b2 белая пешка · c2 белая пешка · e2 белый слон · f2 белая пешка · a1 белая ладья · c1 белый слон · e1 белый король · g1 белый конь · h1 белая ладья | a8 чёрная ладья · d8 чёрный ферзь · e8 чёрный конь · f8 чёрная ладья · a7 чёрная пешка · b7 чёрная пешка · f7 чёрный король · g7 чёрный слон · h7 белый ферзь · c6 чёрный конь · d6 чёрная пешка · e6 чёрный слон · g6 чёрная пешка · c5 чёрная пешка · d5 белый конь · f5 чёрная пешка · g5 белая пешка · e4 белая пешка · a2 белая пешка · b2 белая пешка · c2 белая пешка · e2 белый слон · f2 белая пешка · a1 белая ладья · c1 белый слон · e1 белый король · g1 белый конь · h1 белая ладья | a8 чёрная ладья · d8 чёрный ферзь · e8 чёрный конь · f8 чёрная ладья · a7 чёрная пешка · b7 чёрная пешка · f7 чёрный король · g7 чёрный слон · h7 белый ферзь · c6 чёрный конь · d6 чёрная пешка · e6 чёрный слон · g6 чёрная пешка · c5 чёрная пешка · d5 белый конь · f5 чёрная пешка · g5 белая пешка · e4 белая пешка · a2 белая пешка · b2 белая пешка · c2 белая пешка · e2 белый слон · f2 белая пешка · a1 белая ладья · c1 белый слон · e1 белый король · g1 белый конь · h1 белая ладья | a8 чёрная ладья · d8 чёрный ферзь · e8 чёрный конь · f8 чёрная ладья · a7 чёрная пешка · b7 чёрная пешка · f7 чёрный король · g7 чёрный слон · h7 белый ферзь · c6 чёрный конь · d6 чёрная пешка · e6 чёрный слон · g6 чёрная пешка · c5 чёрная пешка · d5 белый конь · f5 чёрная пешка · g5 белая пешка · e4 белая пешка · a2 белая пешка · b2 белая пешка · c2 белая пешка · e2 белый слон · f2 белая пешка · a1 белая ладья · c1 белый слон · e1 белый король · g1 белый конь · h1 белая ладья | a8 чёрная ладья · d8 чёрный ферзь · e8 чёрный конь · f8 чёрная ладья · a7 чёрная пешка · b7 чёрная пешка · f7 чёрный король · g7 чёрный слон · h7 белый ферзь · c6 чёрный конь · d6 чёрная пешка · e6 чёрный слон · g6 чёрная пешка · c5 чёрная пешка · d5 белый конь · f5 чёрная пешка · g5 белая пешка · e4 белая пешка · a2 белая пешка · b2 белая пешка · c2 белая пешка · e2 белый слон · f2 белая пешка · a1 белая ладья · c1 белый слон · e1 белый король · g1 белый конь · h1 белая ладья | a8 чёрная ладья · d8 чёрный ферзь · e8 чёрный конь · f8 чёрная ладья · a7 чёрная пешка · b7 чёрная пешка · f7 чёрный король · g7 чёрный слон · h7 белый ферзь · c6 чёрный конь · d6 чёрная пешка · e6 чёрный слон · g6 чёрная пешка · c5 чёрная пешка · d5 белый конь · f5 чёрная пешка · g5 белая пешка · e4 белая пешка · a2 белая пешка · b2 белая пешка · c2 белая пешка · e2 белый слон · f2 белая пешка · a1 белая ладья · c1 белый слон · e1 белый король · g1 белый конь · h1 белая ладья | a8 чёрная ладья · d8 чёрный ферзь · e8 чёрный конь · f8 чёрная ладья · a7 чёрная пешка · b7 чёрная пешка · f7 чёрный король · g7 чёрный слон · h7 белый ферзь · c6 чёрный конь · d6 чёрная пешка · e6 чёрный слон · g6 чёрная пешка · c5 чёрная пешка · d5 белый конь · f5 чёрная пешка · g5 белая пешка · e4 белая пешка · a2 белая пешка · b2 белая пешка · c2 белая пешка · e2 белый слон · f2 белая пешка · a1 белая ладья · c1 белый слон · e1 белый король · g1 белый конь · h1 белая ладья | 1 |
|   | a | b | c | d | e | f | g | h |   |

В 1978 г. Китай участвовал в своей первой шахматной олимпиаде в Буэнос-Айресе. На ней Лю Вэньчжэ в 20 ходов нанёс сокрушительное поражение гроссмейстеру И. Доннеру из Нидерландов. Эта партия принесла Лю Вэньчжэ всемирную известность.
Лю Вэньчжэ — Доннер, XXIII шахматная олимпиада, Буэнос-Айрес, 1978 г.
Защита Пирца — Уфимцева.
Примечания из книги Б. И. Турова «Пять шахматных олимпиад».
1. e4 d6 2. d4 Кf6 3. Кc3 g6 4. Сe2 Сg7 5. g4!? h6?!
Лучше 5... c5.
6. h3 c5 7. d5 O-O?
Заслуживало внимания 7... Кa6 или 7... a6. и если 8. a4, то 8... e6.
8. h4! e6 9. g5 hg 10. hg Кe8?
Упорнее 10... Кh7, затем Лe8 и Кf8 — Р. Бирн.
11. Фd3! ed 12. К:d5 Кc6 13. Фg3 Сe6.
Или 13... Кc7 14. Кf6+ С:f6 15. Фh4.
14. Фh4 f5 15. Фh7+ Крf7.
(См. диаграмму)
16. Ф:g6+! Кр:g6 17. Сh5+ Крh7 18. Сf7+ Сh6 19. g6+! Крg7.
Или 19... Крh8 20. Л:h6+ Крg7 21. Лh7#.
20. С:h6+.
Черные сдались.
|   | a | b | c | d | e | f | g | h |   |
| - | --- | --- | --- | --- | --- | --- | --- | --- | - |
| 8 | a8 чёрная ладья · c8 чёрный слон · d8 чёрный ферзь · e8 чёрная ладья · g8 чёрный король · b7 чёрная пешка · f7 чёрная пешка · g7 чёрный слон · a6 чёрная пешка · d6 чёрная пешка · f6 чёрный конь · g6 чёрная пешка · c5 чёрная пешка · d5 белая пешка · h5 чёрная пешка · a4 белая пешка · c4 белый конь · e4 белая пешка · f4 белая пешка · g4 чёрный конь · c3 белый конь · f3 белый слон · b2 белая пешка · g2 белая пешка · h2 белая пешка · a1 белая ладья · c1 белый слон · d1 белый ферзь · e1 белая ладья · g1 белый король | a8 чёрная ладья · c8 чёрный слон · d8 чёрный ферзь · e8 чёрная ладья · g8 чёрный король · b7 чёрная пешка · f7 чёрная пешка · g7 чёрный слон · a6 чёрная пешка · d6 чёрная пешка · f6 чёрный конь · g6 чёрная пешка · c5 чёрная пешка · d5 белая пешка · h5 чёрная пешка · a4 белая пешка · c4 белый конь · e4 белая пешка · f4 белая пешка · g4 чёрный конь · c3 белый конь · f3 белый слон · b2 белая пешка · g2 белая пешка · h2 белая пешка · a1 белая ладья · c1 белый слон · d1 белый ферзь · e1 белая ладья · g1 белый король | a8 чёрная ладья · c8 чёрный слон · d8 чёрный ферзь · e8 чёрная ладья · g8 чёрный король · b7 чёрная пешка · f7 чёрная пешка · g7 чёрный слон · a6 чёрная пешка · d6 чёрная пешка · f6 чёрный конь · g6 чёрная пешка · c5 чёрная пешка · d5 белая пешка · h5 чёрная пешка · a4 белая пешка · c4 белый конь · e4 белая пешка · f4 белая пешка · g4 чёрный конь · c3 белый конь · f3 белый слон · b2 белая пешка · g2 белая пешка · h2 белая пешка · a1 белая ладья · c1 белый слон · d1 белый ферзь · e1 белая ладья · g1 белый король | a8 чёрная ладья · c8 чёрный слон · d8 чёрный ферзь · e8 чёрная ладья · g8 чёрный король · b7 чёрная пешка · f7 чёрная пешка · g7 чёрный слон · a6 чёрная пешка · d6 чёрная пешка · f6 чёрный конь · g6 чёрная пешка · c5 чёрная пешка · d5 белая пешка · h5 чёрная пешка · a4 белая пешка · c4 белый конь · e4 белая пешка · f4 белая пешка · g4 чёрный конь · c3 белый конь · f3 белый слон · b2 белая пешка · g2 белая пешка · h2 белая пешка · a1 белая ладья · c1 белый слон · d1 белый ферзь · e1 белая ладья · g1 белый король | a8 чёрная ладья · c8 чёрный слон · d8 чёрный ферзь · e8 чёрная ладья · g8 чёрный король · b7 чёрная пешка · f7 чёрная пешка · g7 чёрный слон · a6 чёрная пешка · d6 чёрная пешка · f6 чёрный конь · g6 чёрная пешка · c5 чёрная пешка · d5 белая пешка · h5 чёрная пешка · a4 белая пешка · c4 белый конь · e4 белая пешка · f4 белая пешка · g4 чёрный конь · c3 белый конь · f3 белый слон · b2 белая пешка · g2 белая пешка · h2 белая пешка · a1 белая ладья · c1 белый слон · d1 белый ферзь · e1 белая ладья · g1 белый король | a8 чёрная ладья · c8 чёрный слон · d8 чёрный ферзь · e8 чёрная ладья · g8 чёрный король · b7 чёрная пешка · f7 чёрная пешка · g7 чёрный слон · a6 чёрная пешка · d6 чёрная пешка · f6 чёрный конь · g6 чёрная пешка · c5 чёрная пешка · d5 белая пешка · h5 чёрная пешка · a4 белая пешка · c4 белый конь · e4 белая пешка · f4 белая пешка · g4 чёрный конь · c3 белый конь · f3 белый слон · b2 белая пешка · g2 белая пешка · h2 белая пешка · a1 белая ладья · c1 белый слон · d1 белый ферзь · e1 белая ладья · g1 белый король | a8 чёрная ладья · c8 чёрный слон · d8 чёрный ферзь · e8 чёрная ладья · g8 чёрный король · b7 чёрная пешка · f7 чёрная пешка · g7 чёрный слон · a6 чёрная пешка · d6 чёрная пешка · f6 чёрный конь · g6 чёрная пешка · c5 чёрная пешка · d5 белая пешка · h5 чёрная пешка · a4 белая пешка · c4 белый конь · e4 белая пешка · f4 белая пешка · g4 чёрный конь · c3 белый конь · f3 белый слон · b2 белая пешка · g2 белая пешка · h2 белая пешка · a1 белая ладья · c1 белый слон · d1 белый ферзь · e1 белая ладья · g1 белый король | a8 чёрная ладья · c8 чёрный слон · d8 чёрный ферзь · e8 чёрная ладья · g8 чёрный король · b7 чёрная пешка · f7 чёрная пешка · g7 чёрный слон · a6 чёрная пешка · d6 чёрная пешка · f6 чёрный конь · g6 чёрная пешка · c5 чёрная пешка · d5 белая пешка · h5 чёрная пешка · a4 белая пешка · c4 белый конь · e4 белая пешка · f4 белая пешка · g4 чёрный конь · c3 белый конь · f3 белый слон · b2 белая пешка · g2 белая пешка · h2 белая пешка · a1 белая ладья · c1 белый слон · d1 белый ферзь · e1 белая ладья · g1 белый король | 8 |
| 7 | a8 чёрная ладья · c8 чёрный слон · d8 чёрный ферзь · e8 чёрная ладья · g8 чёрный король · b7 чёрная пешка · f7 чёрная пешка · g7 чёрный слон · a6 чёрная пешка · d6 чёрная пешка · f6 чёрный конь · g6 чёрная пешка · c5 чёрная пешка · d5 белая пешка · h5 чёрная пешка · a4 белая пешка · c4 белый конь · e4 белая пешка · f4 белая пешка · g4 чёрный конь · c3 белый конь · f3 белый слон · b2 белая пешка · g2 белая пешка · h2 белая пешка · a1 белая ладья · c1 белый слон · d1 белый ферзь · e1 белая ладья · g1 белый король | a8 чёрная ладья · c8 чёрный слон · d8 чёрный ферзь · e8 чёрная ладья · g8 чёрный король · b7 чёрная пешка · f7 чёрная пешка · g7 чёрный слон · a6 чёрная пешка · d6 чёрная пешка · f6 чёрный конь · g6 чёрная пешка · c5 чёрная пешка · d5 белая пешка · h5 чёрная пешка · a4 белая пешка · c4 белый конь · e4 белая пешка · f4 белая пешка · g4 чёрный конь · c3 белый конь · f3 белый слон · b2 белая пешка · g2 белая пешка · h2 белая пешка · a1 белая ладья · c1 белый слон · d1 белый ферзь · e1 белая ладья · g1 белый король | a8 чёрная ладья · c8 чёрный слон · d8 чёрный ферзь · e8 чёрная ладья · g8 чёрный король · b7 чёрная пешка · f7 чёрная пешка · g7 чёрный слон · a6 чёрная пешка · d6 чёрная пешка · f6 чёрный конь · g6 чёрная пешка · c5 чёрная пешка · d5 белая пешка · h5 чёрная пешка · a4 белая пешка · c4 белый конь · e4 белая пешка · f4 белая пешка · g4 чёрный конь · c3 белый конь · f3 белый слон · b2 белая пешка · g2 белая пешка · h2 белая пешка · a1 белая ладья · c1 белый слон · d1 белый ферзь · e1 белая ладья · g1 белый король | a8 чёрная ладья · c8 чёрный слон · d8 чёрный ферзь · e8 чёрная ладья · g8 чёрный король · b7 чёрная пешка · f7 чёрная пешка · g7 чёрный слон · a6 чёрная пешка · d6 чёрная пешка · f6 чёрный конь · g6 чёрная пешка · c5 чёрная пешка · d5 белая пешка · h5 чёрная пешка · a4 белая пешка · c4 белый конь · e4 белая пешка · f4 белая пешка · g4 чёрный конь · c3 белый конь · f3 белый слон · b2 белая пешка · g2 белая пешка · h2 белая пешка · a1 белая ладья · c1 белый слон · d1 белый ферзь · e1 белая ладья · g1 белый король | a8 чёрная ладья · c8 чёрный слон · d8 чёрный ферзь · e8 чёрная ладья · g8 чёрный король · b7 чёрная пешка · f7 чёрная пешка · g7 чёрный слон · a6 чёрная пешка · d6 чёрная пешка · f6 чёрный конь · g6 чёрная пешка · c5 чёрная пешка · d5 белая пешка · h5 чёрная пешка · a4 белая пешка · c4 белый конь · e4 белая пешка · f4 белая пешка · g4 чёрный конь · c3 белый конь · f3 белый слон · b2 белая пешка · g2 белая пешка · h2 белая пешка · a1 белая ладья · c1 белый слон · d1 белый ферзь · e1 белая ладья · g1 белый король | a8 чёрная ладья · c8 чёрный слон · d8 чёрный ферзь · e8 чёрная ладья · g8 чёрный король · b7 чёрная пешка · f7 чёрная пешка · g7 чёрный слон · a6 чёрная пешка · d6 чёрная пешка · f6 чёрный конь · g6 чёрная пешка · c5 чёрная пешка · d5 белая пешка · h5 чёрная пешка · a4 белая пешка · c4 белый конь · e4 белая пешка · f4 белая пешка · g4 чёрный конь · c3 белый конь · f3 белый слон · b2 белая пешка · g2 белая пешка · h2 белая пешка · a1 белая ладья · c1 белый слон · d1 белый ферзь · e1 белая ладья · g1 белый король | a8 чёрная ладья · c8 чёрный слон · d8 чёрный ферзь · e8 чёрная ладья · g8 чёрный король · b7 чёрная пешка · f7 чёрная пешка · g7 чёрный слон · a6 чёрная пешка · d6 чёрная пешка · f6 чёрный конь · g6 чёрная пешка · c5 чёрная пешка · d5 белая пешка · h5 чёрная пешка · a4 белая пешка · c4 белый конь · e4 белая пешка · f4 белая пешка · g4 чёрный конь · c3 белый конь · f3 белый слон · b2 белая пешка · g2 белая пешка · h2 белая пешка · a1 белая ладья · c1 белый слон · d1 белый ферзь · e1 белая ладья · g1 белый король | a8 чёрная ладья · c8 чёрный слон · d8 чёрный ферзь · e8 чёрная ладья · g8 чёрный король · b7 чёрная пешка · f7 чёрная пешка · g7 чёрный слон · a6 чёрная пешка · d6 чёрная пешка · f6 чёрный конь · g6 чёрная пешка · c5 чёрная пешка · d5 белая пешка · h5 чёрная пешка · a4 белая пешка · c4 белый конь · e4 белая пешка · f4 белая пешка · g4 чёрный конь · c3 белый конь · f3 белый слон · b2 белая пешка · g2 белая пешка · h2 белая пешка · a1 белая ладья · c1 белый слон · d1 белый ферзь · e1 белая ладья · g1 белый король | 7 |
| 6 | a8 чёрная ладья · c8 чёрный слон · d8 чёрный ферзь · e8 чёрная ладья · g8 чёрный король · b7 чёрная пешка · f7 чёрная пешка · g7 чёрный слон · a6 чёрная пешка · d6 чёрная пешка · f6 чёрный конь · g6 чёрная пешка · c5 чёрная пешка · d5 белая пешка · h5 чёрная пешка · a4 белая пешка · c4 белый конь · e4 белая пешка · f4 белая пешка · g4 чёрный конь · c3 белый конь · f3 белый слон · b2 белая пешка · g2 белая пешка · h2 белая пешка · a1 белая ладья · c1 белый слон · d1 белый ферзь · e1 белая ладья · g1 белый король | a8 чёрная ладья · c8 чёрный слон · d8 чёрный ферзь · e8 чёрная ладья · g8 чёрный король · b7 чёрная пешка · f7 чёрная пешка · g7 чёрный слон · a6 чёрная пешка · d6 чёрная пешка · f6 чёрный конь · g6 чёрная пешка · c5 чёрная пешка · d5 белая пешка · h5 чёрная пешка · a4 белая пешка · c4 белый конь · e4 белая пешка · f4 белая пешка · g4 чёрный конь · c3 белый конь · f3 белый слон · b2 белая пешка · g2 белая пешка · h2 белая пешка · a1 белая ладья · c1 белый слон · d1 белый ферзь · e1 белая ладья · g1 белый король | a8 чёрная ладья · c8 чёрный слон · d8 чёрный ферзь · e8 чёрная ладья · g8 чёрный король · b7 чёрная пешка · f7 чёрная пешка · g7 чёрный слон · a6 чёрная пешка · d6 чёрная пешка · f6 чёрный конь · g6 чёрная пешка · c5 чёрная пешка · d5 белая пешка · h5 чёрная пешка · a4 белая пешка · c4 белый конь · e4 белая пешка · f4 белая пешка · g4 чёрный конь · c3 белый конь · f3 белый слон · b2 белая пешка · g2 белая пешка · h2 белая пешка · a1 белая ладья · c1 белый слон · d1 белый ферзь · e1 белая ладья · g1 белый король | a8 чёрная ладья · c8 чёрный слон · d8 чёрный ферзь · e8 чёрная ладья · g8 чёрный король · b7 чёрная пешка · f7 чёрная пешка · g7 чёрный слон · a6 чёрная пешка · d6 чёрная пешка · f6 чёрный конь · g6 чёрная пешка · c5 чёрная пешка · d5 белая пешка · h5 чёрная пешка · a4 белая пешка · c4 белый конь · e4 белая пешка · f4 белая пешка · g4 чёрный конь · c3 белый конь · f3 белый слон · b2 белая пешка · g2 белая пешка · h2 белая пешка · a1 белая ладья · c1 белый слон · d1 белый ферзь · e1 белая ладья · g1 белый король | a8 чёрная ладья · c8 чёрный слон · d8 чёрный ферзь · e8 чёрная ладья · g8 чёрный король · b7 чёрная пешка · f7 чёрная пешка · g7 чёрный слон · a6 чёрная пешка · d6 чёрная пешка · f6 чёрный конь · g6 чёрная пешка · c5 чёрная пешка · d5 белая пешка · h5 чёрная пешка · a4 белая пешка · c4 белый конь · e4 белая пешка · f4 белая пешка · g4 чёрный конь · c3 белый конь · f3 белый слон · b2 белая пешка · g2 белая пешка · h2 белая пешка · a1 белая ладья · c1 белый слон · d1 белый ферзь · e1 белая ладья · g1 белый король | a8 чёрная ладья · c8 чёрный слон · d8 чёрный ферзь · e8 чёрная ладья · g8 чёрный король · b7 чёрная пешка · f7 чёрная пешка · g7 чёрный слон · a6 чёрная пешка · d6 чёрная пешка · f6 чёрный конь · g6 чёрная пешка · c5 чёрная пешка · d5 белая пешка · h5 чёрная пешка · a4 белая пешка · c4 белый конь · e4 белая пешка · f4 белая пешка · g4 чёрный конь · c3 белый конь · f3 белый слон · b2 белая пешка · g2 белая пешка · h2 белая пешка · a1 белая ладья · c1 белый слон · d1 белый ферзь · e1 белая ладья · g1 белый король | a8 чёрная ладья · c8 чёрный слон · d8 чёрный ферзь · e8 чёрная ладья · g8 чёрный король · b7 чёрная пешка · f7 чёрная пешка · g7 чёрный слон · a6 чёрная пешка · d6 чёрная пешка · f6 чёрный конь · g6 чёрная пешка · c5 чёрная пешка · d5 белая пешка · h5 чёрная пешка · a4 белая пешка · c4 белый конь · e4 белая пешка · f4 белая пешка · g4 чёрный конь · c3 белый конь · f3 белый слон · b2 белая пешка · g2 белая пешка · h2 белая пешка · a1 белая ладья · c1 белый слон · d1 белый ферзь · e1 белая ладья · g1 белый король | a8 чёрная ладья · c8 чёрный слон · d8 чёрный ферзь · e8 чёрная ладья · g8 чёрный король · b7 чёрная пешка · f7 чёрная пешка · g7 чёрный слон · a6 чёрная пешка · d6 чёрная пешка · f6 чёрный конь · g6 чёрная пешка · c5 чёрная пешка · d5 белая пешка · h5 чёрная пешка · a4 белая пешка · c4 белый конь · e4 белая пешка · f4 белая пешка · g4 чёрный конь · c3 белый конь · f3 белый слон · b2 белая пешка · g2 белая пешка · h2 белая пешка · a1 белая ладья · c1 белый слон · d1 белый ферзь · e1 белая ладья · g1 белый король | 6 |
| 5 | a8 чёрная ладья · c8 чёрный слон · d8 чёрный ферзь · e8 чёрная ладья · g8 чёрный король · b7 чёрная пешка · f7 чёрная пешка · g7 чёрный слон · a6 чёрная пешка · d6 чёрная пешка · f6 чёрный конь · g6 чёрная пешка · c5 чёрная пешка · d5 белая пешка · h5 чёрная пешка · a4 белая пешка · c4 белый конь · e4 белая пешка · f4 белая пешка · g4 чёрный конь · c3 белый конь · f3 белый слон · b2 белая пешка · g2 белая пешка · h2 белая пешка · a1 белая ладья · c1 белый слон · d1 белый ферзь · e1 белая ладья · g1 белый король | a8 чёрная ладья · c8 чёрный слон · d8 чёрный ферзь · e8 чёрная ладья · g8 чёрный король · b7 чёрная пешка · f7 чёрная пешка · g7 чёрный слон · a6 чёрная пешка · d6 чёрная пешка · f6 чёрный конь · g6 чёрная пешка · c5 чёрная пешка · d5 белая пешка · h5 чёрная пешка · a4 белая пешка · c4 белый конь · e4 белая пешка · f4 белая пешка · g4 чёрный конь · c3 белый конь · f3 белый слон · b2 белая пешка · g2 белая пешка · h2 белая пешка · a1 белая ладья · c1 белый слон · d1 белый ферзь · e1 белая ладья · g1 белый король | a8 чёрная ладья · c8 чёрный слон · d8 чёрный ферзь · e8 чёрная ладья · g8 чёрный король · b7 чёрная пешка · f7 чёрная пешка · g7 чёрный слон · a6 чёрная пешка · d6 чёрная пешка · f6 чёрный конь · g6 чёрная пешка · c5 чёрная пешка · d5 белая пешка · h5 чёрная пешка · a4 белая пешка · c4 белый конь · e4 белая пешка · f4 белая пешка · g4 чёрный конь · c3 белый конь · f3 белый слон · b2 белая пешка · g2 белая пешка · h2 белая пешка · a1 белая ладья · c1 белый слон · d1 белый ферзь · e1 белая ладья · g1 белый король | a8 чёрная ладья · c8 чёрный слон · d8 чёрный ферзь · e8 чёрная ладья · g8 чёрный король · b7 чёрная пешка · f7 чёрная пешка · g7 чёрный слон · a6 чёрная пешка · d6 чёрная пешка · f6 чёрный конь · g6 чёрная пешка · c5 чёрная пешка · d5 белая пешка · h5 чёрная пешка · a4 белая пешка · c4 белый конь · e4 белая пешка · f4 белая пешка · g4 чёрный конь · c3 белый конь · f3 белый слон · b2 белая пешка · g2 белая пешка · h2 белая пешка · a1 белая ладья · c1 белый слон · d1 белый ферзь · e1 белая ладья · g1 белый король | a8 чёрная ладья · c8 чёрный слон · d8 чёрный ферзь · e8 чёрная ладья · g8 чёрный король · b7 чёрная пешка · f7 чёрная пешка · g7 чёрный слон · a6 чёрная пешка · d6 чёрная пешка · f6 чёрный конь · g6 чёрная пешка · c5 чёрная пешка · d5 белая пешка · h5 чёрная пешка · a4 белая пешка · c4 белый конь · e4 белая пешка · f4 белая пешка · g4 чёрный конь · c3 белый конь · f3 белый слон · b2 белая пешка · g2 белая пешка · h2 белая пешка · a1 белая ладья · c1 белый слон · d1 белый ферзь · e1 белая ладья · g1 белый король | a8 чёрная ладья · c8 чёрный слон · d8 чёрный ферзь · e8 чёрная ладья · g8 чёрный король · b7 чёрная пешка · f7 чёрная пешка · g7 чёрный слон · a6 чёрная пешка · d6 чёрная пешка · f6 чёрный конь · g6 чёрная пешка · c5 чёрная пешка · d5 белая пешка · h5 чёрная пешка · a4 белая пешка · c4 белый конь · e4 белая пешка · f4 белая пешка · g4 чёрный конь · c3 белый конь · f3 белый слон · b2 белая пешка · g2 белая пешка · h2 белая пешка · a1 белая ладья · c1 белый слон · d1 белый ферзь · e1 белая ладья · g1 белый король | a8 чёрная ладья · c8 чёрный слон · d8 чёрный ферзь · e8 чёрная ладья · g8 чёрный король · b7 чёрная пешка · f7 чёрная пешка · g7 чёрный слон · a6 чёрная пешка · d6 чёрная пешка · f6 чёрный конь · g6 чёрная пешка · c5 чёрная пешка · d5 белая пешка · h5 чёрная пешка · a4 белая пешка · c4 белый конь · e4 белая пешка · f4 белая пешка · g4 чёрный конь · c3 белый конь · f3 белый слон · b2 белая пешка · g2 белая пешка · h2 белая пешка · a1 белая ладья · c1 белый слон · d1 белый ферзь · e1 белая ладья · g1 белый король | a8 чёрная ладья · c8 чёрный слон · d8 чёрный ферзь · e8 чёрная ладья · g8 чёрный король · b7 чёрная пешка · f7 чёрная пешка · g7 чёрный слон · a6 чёрная пешка · d6 чёрная пешка · f6 чёрный конь · g6 чёрная пешка · c5 чёрная пешка · d5 белая пешка · h5 чёрная пешка · a4 белая пешка · c4 белый конь · e4 белая пешка · f4 белая пешка · g4 чёрный конь · c3 белый конь · f3 белый слон · b2 белая пешка · g2 белая пешка · h2 белая пешка · a1 белая ладья · c1 белый слон · d1 белый ферзь · e1 белая ладья · g1 белый король | 5 |
| 4 | a8 чёрная ладья · c8 чёрный слон · d8 чёрный ферзь · e8 чёрная ладья · g8 чёрный король · b7 чёрная пешка · f7 чёрная пешка · g7 чёрный слон · a6 чёрная пешка · d6 чёрная пешка · f6 чёрный конь · g6 чёрная пешка · c5 чёрная пешка · d5 белая пешка · h5 чёрная пешка · a4 белая пешка · c4 белый конь · e4 белая пешка · f4 белая пешка · g4 чёрный конь · c3 белый конь · f3 белый слон · b2 белая пешка · g2 белая пешка · h2 белая пешка · a1 белая ладья · c1 белый слон · d1 белый ферзь · e1 белая ладья · g1 белый король | a8 чёрная ладья · c8 чёрный слон · d8 чёрный ферзь · e8 чёрная ладья · g8 чёрный король · b7 чёрная пешка · f7 чёрная пешка · g7 чёрный слон · a6 чёрная пешка · d6 чёрная пешка · f6 чёрный конь · g6 чёрная пешка · c5 чёрная пешка · d5 белая пешка · h5 чёрная пешка · a4 белая пешка · c4 белый конь · e4 белая пешка · f4 белая пешка · g4 чёрный конь · c3 белый конь · f3 белый слон · b2 белая пешка · g2 белая пешка · h2 белая пешка · a1 белая ладья · c1 белый слон · d1 белый ферзь · e1 белая ладья · g1 белый король | a8 чёрная ладья · c8 чёрный слон · d8 чёрный ферзь · e8 чёрная ладья · g8 чёрный король · b7 чёрная пешка · f7 чёрная пешка · g7 чёрный слон · a6 чёрная пешка · d6 чёрная пешка · f6 чёрный конь · g6 чёрная пешка · c5 чёрная пешка · d5 белая пешка · h5 чёрная пешка · a4 белая пешка · c4 белый конь · e4 белая пешка · f4 белая пешка · g4 чёрный конь · c3 белый конь · f3 белый слон · b2 белая пешка · g2 белая пешка · h2 белая пешка · a1 белая ладья · c1 белый слон · d1 белый ферзь · e1 белая ладья · g1 белый король | a8 чёрная ладья · c8 чёрный слон · d8 чёрный ферзь · e8 чёрная ладья · g8 чёрный король · b7 чёрная пешка · f7 чёрная пешка · g7 чёрный слон · a6 чёрная пешка · d6 чёрная пешка · f6 чёрный конь · g6 чёрная пешка · c5 чёрная пешка · d5 белая пешка · h5 чёрная пешка · a4 белая пешка · c4 белый конь · e4 белая пешка · f4 белая пешка · g4 чёрный конь · c3 белый конь · f3 белый слон · b2 белая пешка · g2 белая пешка · h2 белая пешка · a1 белая ладья · c1 белый слон · d1 белый ферзь · e1 белая ладья · g1 белый король | a8 чёрная ладья · c8 чёрный слон · d8 чёрный ферзь · e8 чёрная ладья · g8 чёрный король · b7 чёрная пешка · f7 чёрная пешка · g7 чёрный слон · a6 чёрная пешка · d6 чёрная пешка · f6 чёрный конь · g6 чёрная пешка · c5 чёрная пешка · d5 белая пешка · h5 чёрная пешка · a4 белая пешка · c4 белый конь · e4 белая пешка · f4 белая пешка · g4 чёрный конь · c3 белый конь · f3 белый слон · b2 белая пешка · g2 белая пешка · h2 белая пешка · a1 белая ладья · c1 белый слон · d1 белый ферзь · e1 белая ладья · g1 белый король | a8 чёрная ладья · c8 чёрный слон · d8 чёрный ферзь · e8 чёрная ладья · g8 чёрный король · b7 чёрная пешка · f7 чёрная пешка · g7 чёрный слон · a6 чёрная пешка · d6 чёрная пешка · f6 чёрный конь · g6 чёрная пешка · c5 чёрная пешка · d5 белая пешка · h5 чёрная пешка · a4 белая пешка · c4 белый конь · e4 белая пешка · f4 белая пешка · g4 чёрный конь · c3 белый конь · f3 белый слон · b2 белая пешка · g2 белая пешка · h2 белая пешка · a1 белая ладья · c1 белый слон · d1 белый ферзь · e1 белая ладья · g1 белый король | a8 чёрная ладья · c8 чёрный слон · d8 чёрный ферзь · e8 чёрная ладья · g8 чёрный король · b7 чёрная пешка · f7 чёрная пешка · g7 чёрный слон · a6 чёрная пешка · d6 чёрная пешка · f6 чёрный конь · g6 чёрная пешка · c5 чёрная пешка · d5 белая пешка · h5 чёрная пешка · a4 белая пешка · c4 белый конь · e4 белая пешка · f4 белая пешка · g4 чёрный конь · c3 белый конь · f3 белый слон · b2 белая пешка · g2 белая пешка · h2 белая пешка · a1 белая ладья · c1 белый слон · d1 белый ферзь · e1 белая ладья · g1 белый король | a8 чёрная ладья · c8 чёрный слон · d8 чёрный ферзь · e8 чёрная ладья · g8 чёрный король · b7 чёрная пешка · f7 чёрная пешка · g7 чёрный слон · a6 чёрная пешка · d6 чёрная пешка · f6 чёрный конь · g6 чёрная пешка · c5 чёрная пешка · d5 белая пешка · h5 чёрная пешка · a4 белая пешка · c4 белый конь · e4 белая пешка · f4 белая пешка · g4 чёрный конь · c3 белый конь · f3 белый слон · b2 белая пешка · g2 белая пешка · h2 белая пешка · a1 белая ладья · c1 белый слон · d1 белый ферзь · e1 белая ладья · g1 белый король | 4 |
| 3 | a8 чёрная ладья · c8 чёрный слон · d8 чёрный ферзь · e8 чёрная ладья · g8 чёрный король · b7 чёрная пешка · f7 чёрная пешка · g7 чёрный слон · a6 чёрная пешка · d6 чёрная пешка · f6 чёрный конь · g6 чёрная пешка · c5 чёрная пешка · d5 белая пешка · h5 чёрная пешка · a4 белая пешка · c4 белый конь · e4 белая пешка · f4 белая пешка · g4 чёрный конь · c3 белый конь · f3 белый слон · b2 белая пешка · g2 белая пешка · h2 белая пешка · a1 белая ладья · c1 белый слон · d1 белый ферзь · e1 белая ладья · g1 белый король | a8 чёрная ладья · c8 чёрный слон · d8 чёрный ферзь · e8 чёрная ладья · g8 чёрный король · b7 чёрная пешка · f7 чёрная пешка · g7 чёрный слон · a6 чёрная пешка · d6 чёрная пешка · f6 чёрный конь · g6 чёрная пешка · c5 чёрная пешка · d5 белая пешка · h5 чёрная пешка · a4 белая пешка · c4 белый конь · e4 белая пешка · f4 белая пешка · g4 чёрный конь · c3 белый конь · f3 белый слон · b2 белая пешка · g2 белая пешка · h2 белая пешка · a1 белая ладья · c1 белый слон · d1 белый ферзь · e1 белая ладья · g1 белый король | a8 чёрная ладья · c8 чёрный слон · d8 чёрный ферзь · e8 чёрная ладья · g8 чёрный король · b7 чёрная пешка · f7 чёрная пешка · g7 чёрный слон · a6 чёрная пешка · d6 чёрная пешка · f6 чёрный конь · g6 чёрная пешка · c5 чёрная пешка · d5 белая пешка · h5 чёрная пешка · a4 белая пешка · c4 белый конь · e4 белая пешка · f4 белая пешка · g4 чёрный конь · c3 белый конь · f3 белый слон · b2 белая пешка · g2 белая пешка · h2 белая пешка · a1 белая ладья · c1 белый слон · d1 белый ферзь · e1 белая ладья · g1 белый король | a8 чёрная ладья · c8 чёрный слон · d8 чёрный ферзь · e8 чёрная ладья · g8 чёрный король · b7 чёрная пешка · f7 чёрная пешка · g7 чёрный слон · a6 чёрная пешка · d6 чёрная пешка · f6 чёрный конь · g6 чёрная пешка · c5 чёрная пешка · d5 белая пешка · h5 чёрная пешка · a4 белая пешка · c4 белый конь · e4 белая пешка · f4 белая пешка · g4 чёрный конь · c3 белый конь · f3 белый слон · b2 белая пешка · g2 белая пешка · h2 белая пешка · a1 белая ладья · c1 белый слон · d1 белый ферзь · e1 белая ладья · g1 белый король | a8 чёрная ладья · c8 чёрный слон · d8 чёрный ферзь · e8 чёрная ладья · g8 чёрный король · b7 чёрная пешка · f7 чёрная пешка · g7 чёрный слон · a6 чёрная пешка · d6 чёрная пешка · f6 чёрный конь · g6 чёрная пешка · c5 чёрная пешка · d5 белая пешка · h5 чёрная пешка · a4 белая пешка · c4 белый конь · e4 белая пешка · f4 белая пешка · g4 чёрный конь · c3 белый конь · f3 белый слон · b2 белая пешка · g2 белая пешка · h2 белая пешка · a1 белая ладья · c1 белый слон · d1 белый ферзь · e1 белая ладья · g1 белый король | a8 чёрная ладья · c8 чёрный слон · d8 чёрный ферзь · e8 чёрная ладья · g8 чёрный король · b7 чёрная пешка · f7 чёрная пешка · g7 чёрный слон · a6 чёрная пешка · d6 чёрная пешка · f6 чёрный конь · g6 чёрная пешка · c5 чёрная пешка · d5 белая пешка · h5 чёрная пешка · a4 белая пешка · c4 белый конь · e4 белая пешка · f4 белая пешка · g4 чёрный конь · c3 белый конь · f3 белый слон · b2 белая пешка · g2 белая пешка · h2 белая пешка · a1 белая ладья · c1 белый слон · d1 белый ферзь · e1 белая ладья · g1 белый король | a8 чёрная ладья · c8 чёрный слон · d8 чёрный ферзь · e8 чёрная ладья · g8 чёрный король · b7 чёрная пешка · f7 чёрная пешка · g7 чёрный слон · a6 чёрная пешка · d6 чёрная пешка · f6 чёрный конь · g6 чёрная пешка · c5 чёрная пешка · d5 белая пешка · h5 чёрная пешка · a4 белая пешка · c4 белый конь · e4 белая пешка · f4 белая пешка · g4 чёрный конь · c3 белый конь · f3 белый слон · b2 белая пешка · g2 белая пешка · h2 белая пешка · a1 белая ладья · c1 белый слон · d1 белый ферзь · e1 белая ладья · g1 белый король | a8 чёрная ладья · c8 чёрный слон · d8 чёрный ферзь · e8 чёрная ладья · g8 чёрный король · b7 чёрная пешка · f7 чёрная пешка · g7 чёрный слон · a6 чёрная пешка · d6 чёрная пешка · f6 чёрный конь · g6 чёрная пешка · c5 чёрная пешка · d5 белая пешка · h5 чёрная пешка · a4 белая пешка · c4 белый конь · e4 белая пешка · f4 белая пешка · g4 чёрный конь · c3 белый конь · f3 белый слон · b2 белая пешка · g2 белая пешка · h2 белая пешка · a1 белая ладья · c1 белый слон · d1 белый ферзь · e1 белая ладья · g1 белый король | 3 |
| 2 | a8 чёрная ладья · c8 чёрный слон · d8 чёрный ферзь · e8 чёрная ладья · g8 чёрный король · b7 чёрная пешка · f7 чёрная пешка · g7 чёрный слон · a6 чёрная пешка · d6 чёрная пешка · f6 чёрный конь · g6 чёрная пешка · c5 чёрная пешка · d5 белая пешка · h5 чёрная пешка · a4 белая пешка · c4 белый конь · e4 белая пешка · f4 белая пешка · g4 чёрный конь · c3 белый конь · f3 белый слон · b2 белая пешка · g2 белая пешка · h2 белая пешка · a1 белая ладья · c1 белый слон · d1 белый ферзь · e1 белая ладья · g1 белый король | a8 чёрная ладья · c8 чёрный слон · d8 чёрный ферзь · e8 чёрная ладья · g8 чёрный король · b7 чёрная пешка · f7 чёрная пешка · g7 чёрный слон · a6 чёрная пешка · d6 чёрная пешка · f6 чёрный конь · g6 чёрная пешка · c5 чёрная пешка · d5 белая пешка · h5 чёрная пешка · a4 белая пешка · c4 белый конь · e4 белая пешка · f4 белая пешка · g4 чёрный конь · c3 белый конь · f3 белый слон · b2 белая пешка · g2 белая пешка · h2 белая пешка · a1 белая ладья · c1 белый слон · d1 белый ферзь · e1 белая ладья · g1 белый король | a8 чёрная ладья · c8 чёрный слон · d8 чёрный ферзь · e8 чёрная ладья · g8 чёрный король · b7 чёрная пешка · f7 чёрная пешка · g7 чёрный слон · a6 чёрная пешка · d6 чёрная пешка · f6 чёрный конь · g6 чёрная пешка · c5 чёрная пешка · d5 белая пешка · h5 чёрная пешка · a4 белая пешка · c4 белый конь · e4 белая пешка · f4 белая пешка · g4 чёрный конь · c3 белый конь · f3 белый слон · b2 белая пешка · g2 белая пешка · h2 белая пешка · a1 белая ладья · c1 белый слон · d1 белый ферзь · e1 белая ладья · g1 белый король | a8 чёрная ладья · c8 чёрный слон · d8 чёрный ферзь · e8 чёрная ладья · g8 чёрный король · b7 чёрная пешка · f7 чёрная пешка · g7 чёрный слон · a6 чёрная пешка · d6 чёрная пешка · f6 чёрный конь · g6 чёрная пешка · c5 чёрная пешка · d5 белая пешка · h5 чёрная пешка · a4 белая пешка · c4 белый конь · e4 белая пешка · f4 белая пешка · g4 чёрный конь · c3 белый конь · f3 белый слон · b2 белая пешка · g2 белая пешка · h2 белая пешка · a1 белая ладья · c1 белый слон · d1 белый ферзь · e1 белая ладья · g1 белый король | a8 чёрная ладья · c8 чёрный слон · d8 чёрный ферзь · e8 чёрная ладья · g8 чёрный король · b7 чёрная пешка · f7 чёрная пешка · g7 чёрный слон · a6 чёрная пешка · d6 чёрная пешка · f6 чёрный конь · g6 чёрная пешка · c5 чёрная пешка · d5 белая пешка · h5 чёрная пешка · a4 белая пешка · c4 белый конь · e4 белая пешка · f4 белая пешка · g4 чёрный конь · c3 белый конь · f3 белый слон · b2 белая пешка · g2 белая пешка · h2 белая пешка · a1 белая ладья · c1 белый слон · d1 белый ферзь · e1 белая ладья · g1 белый король | a8 чёрная ладья · c8 чёрный слон · d8 чёрный ферзь · e8 чёрная ладья · g8 чёрный король · b7 чёрная пешка · f7 чёрная пешка · g7 чёрный слон · a6 чёрная пешка · d6 чёрная пешка · f6 чёрный конь · g6 чёрная пешка · c5 чёрная пешка · d5 белая пешка · h5 чёрная пешка · a4 белая пешка · c4 белый конь · e4 белая пешка · f4 белая пешка · g4 чёрный конь · c3 белый конь · f3 белый слон · b2 белая пешка · g2 белая пешка · h2 белая пешка · a1 белая ладья · c1 белый слон · d1 белый ферзь · e1 белая ладья · g1 белый король | a8 чёрная ладья · c8 чёрный слон · d8 чёрный ферзь · e8 чёрная ладья · g8 чёрный король · b7 чёрная пешка · f7 чёрная пешка · g7 чёрный слон · a6 чёрная пешка · d6 чёрная пешка · f6 чёрный конь · g6 чёрная пешка · c5 чёрная пешка · d5 белая пешка · h5 чёрная пешка · a4 белая пешка · c4 белый конь · e4 белая пешка · f4 белая пешка · g4 чёрный конь · c3 белый конь · f3 белый слон · b2 белая пешка · g2 белая пешка · h2 белая пешка · a1 белая ладья · c1 белый слон · d1 белый ферзь · e1 белая ладья · g1 белый король | a8 чёрная ладья · c8 чёрный слон · d8 чёрный ферзь · e8 чёрная ладья · g8 чёрный король · b7 чёрная пешка · f7 чёрная пешка · g7 чёрный слон · a6 чёрная пешка · d6 чёрная пешка · f6 чёрный конь · g6 чёрная пешка · c5 чёрная пешка · d5 белая пешка · h5 чёрная пешка · a4 белая пешка · c4 белый конь · e4 белая пешка · f4 белая пешка · g4 чёрный конь · c3 белый конь · f3 белый слон · b2 белая пешка · g2 белая пешка · h2 белая пешка · a1 белая ладья · c1 белый слон · d1 белый ферзь · e1 белая ладья · g1 белый король | 2 |
| 1 | a8 чёрная ладья · c8 чёрный слон · d8 чёрный ферзь · e8 чёрная ладья · g8 чёрный король · b7 чёрная пешка · f7 чёрная пешка · g7 чёрный слон · a6 чёрная пешка · d6 чёрная пешка · f6 чёрный конь · g6 чёрная пешка · c5 чёрная пешка · d5 белая пешка · h5 чёрная пешка · a4 белая пешка · c4 белый конь · e4 белая пешка · f4 белая пешка · g4 чёрный конь · c3 белый конь · f3 белый слон · b2 белая пешка · g2 белая пешка · h2 белая пешка · a1 белая ладья · c1 белый слон · d1 белый ферзь · e1 белая ладья · g1 белый король | a8 чёрная ладья · c8 чёрный слон · d8 чёрный ферзь · e8 чёрная ладья · g8 чёрный король · b7 чёрная пешка · f7 чёрная пешка · g7 чёрный слон · a6 чёрная пешка · d6 чёрная пешка · f6 чёрный конь · g6 чёрная пешка · c5 чёрная пешка · d5 белая пешка · h5 чёрная пешка · a4 белая пешка · c4 белый конь · e4 белая пешка · f4 белая пешка · g4 чёрный конь · c3 белый конь · f3 белый слон · b2 белая пешка · g2 белая пешка · h2 белая пешка · a1 белая ладья · c1 белый слон · d1 белый ферзь · e1 белая ладья · g1 белый король | a8 чёрная ладья · c8 чёрный слон · d8 чёрный ферзь · e8 чёрная ладья · g8 чёрный король · b7 чёрная пешка · f7 чёрная пешка · g7 чёрный слон · a6 чёрная пешка · d6 чёрная пешка · f6 чёрный конь · g6 чёрная пешка · c5 чёрная пешка · d5 белая пешка · h5 чёрная пешка · a4 белая пешка · c4 белый конь · e4 белая пешка · f4 белая пешка · g4 чёрный конь · c3 белый конь · f3 белый слон · b2 белая пешка · g2 белая пешка · h2 белая пешка · a1 белая ладья · c1 белый слон · d1 белый ферзь · e1 белая ладья · g1 белый король | a8 чёрная ладья · c8 чёрный слон · d8 чёрный ферзь · e8 чёрная ладья · g8 чёрный король · b7 чёрная пешка · f7 чёрная пешка · g7 чёрный слон · a6 чёрная пешка · d6 чёрная пешка · f6 чёрный конь · g6 чёрная пешка · c5 чёрная пешка · d5 белая пешка · h5 чёрная пешка · a4 белая пешка · c4 белый конь · e4 белая пешка · f4 белая пешка · g4 чёрный конь · c3 белый конь · f3 белый слон · b2 белая пешка · g2 белая пешка · h2 белая пешка · a1 белая ладья · c1 белый слон · d1 белый ферзь · e1 белая ладья · g1 белый король | a8 чёрная ладья · c8 чёрный слон · d8 чёрный ферзь · e8 чёрная ладья · g8 чёрный король · b7 чёрная пешка · f7 чёрная пешка · g7 чёрный слон · a6 чёрная пешка · d6 чёрная пешка · f6 чёрный конь · g6 чёрная пешка · c5 чёрная пешка · d5 белая пешка · h5 чёрная пешка · a4 белая пешка · c4 белый конь · e4 белая пешка · f4 белая пешка · g4 чёрный конь · c3 белый конь · f3 белый слон · b2 белая пешка · g2 белая пешка · h2 белая пешка · a1 белая ладья · c1 белый слон · d1 белый ферзь · e1 белая ладья · g1 белый король | a8 чёрная ладья · c8 чёрный слон · d8 чёрный ферзь · e8 чёрная ладья · g8 чёрный король · b7 чёрная пешка · f7 чёрная пешка · g7 чёрный слон · a6 чёрная пешка · d6 чёрная пешка · f6 чёрный конь · g6 чёрная пешка · c5 чёрная пешка · d5 белая пешка · h5 чёрная пешка · a4 белая пешка · c4 белый конь · e4 белая пешка · f4 белая пешка · g4 чёрный конь · c3 белый конь · f3 белый слон · b2 белая пешка · g2 белая пешка · h2 белая пешка · a1 белая ладья · c1 белый слон · d1 белый ферзь · e1 белая ладья · g1 белый король | a8 чёрная ладья · c8 чёрный слон · d8 чёрный ферзь · e8 чёрная ладья · g8 чёрный король · b7 чёрная пешка · f7 чёрная пешка · g7 чёрный слон · a6 чёрная пешка · d6 чёрная пешка · f6 чёрный конь · g6 чёрная пешка · c5 чёрная пешка · d5 белая пешка · h5 чёрная пешка · a4 белая пешка · c4 белый конь · e4 белая пешка · f4 белая пешка · g4 чёрный конь · c3 белый конь · f3 белый слон · b2 белая пешка · g2 белая пешка · h2 белая пешка · a1 белая ладья · c1 белый слон · d1 белый ферзь · e1 белая ладья · g1 белый король | a8 чёрная ладья · c8 чёрный слон · d8 чёрный ферзь · e8 чёрная ладья · g8 чёрный король · b7 чёрная пешка · f7 чёрная пешка · g7 чёрный слон · a6 чёрная пешка · d6 чёрная пешка · f6 чёрный конь · g6 чёрная пешка · c5 чёрная пешка · d5 белая пешка · h5 чёрная пешка · a4 белая пешка · c4 белый конь · e4 белая пешка · f4 белая пешка · g4 чёрный конь · c3 белый конь · f3 белый слон · b2 белая пешка · g2 белая пешка · h2 белая пешка · a1 белая ладья · c1 белый слон · d1 белый ферзь · e1 белая ладья · g1 белый король | 1 |
|   | a | b | c | d | e | f | g | h |   |

|   | a | b | c | d | e | f | g | h |   |
| - | --- | --- | --- | --- | --- | --- | --- | --- | - |
| 8 | a8 чёрная ладья · e8 чёрная ладья · g8 чёрный король · b7 чёрная пешка · f7 чёрная пешка · a6 чёрная пешка · d5 белая пешка · f5 белый ферзь · a4 белая пешка · f4 белая пешка · g4 чёрный конь · h4 чёрная пешка · f3 белый слон · b2 белая пешка · f2 белый конь · g2 белая пешка · h2 чёрный ферзь · a1 белая ладья · c1 белый слон · f1 белый король | a8 чёрная ладья · e8 чёрная ладья · g8 чёрный король · b7 чёрная пешка · f7 чёрная пешка · a6 чёрная пешка · d5 белая пешка · f5 белый ферзь · a4 белая пешка · f4 белая пешка · g4 чёрный конь · h4 чёрная пешка · f3 белый слон · b2 белая пешка · f2 белый конь · g2 белая пешка · h2 чёрный ферзь · a1 белая ладья · c1 белый слон · f1 белый король | a8 чёрная ладья · e8 чёрная ладья · g8 чёрный король · b7 чёрная пешка · f7 чёрная пешка · a6 чёрная пешка · d5 белая пешка · f5 белый ферзь · a4 белая пешка · f4 белая пешка · g4 чёрный конь · h4 чёрная пешка · f3 белый слон · b2 белая пешка · f2 белый конь · g2 белая пешка · h2 чёрный ферзь · a1 белая ладья · c1 белый слон · f1 белый король | a8 чёрная ладья · e8 чёрная ладья · g8 чёрный король · b7 чёрная пешка · f7 чёрная пешка · a6 чёрная пешка · d5 белая пешка · f5 белый ферзь · a4 белая пешка · f4 белая пешка · g4 чёрный конь · h4 чёрная пешка · f3 белый слон · b2 белая пешка · f2 белый конь · g2 белая пешка · h2 чёрный ферзь · a1 белая ладья · c1 белый слон · f1 белый король | a8 чёрная ладья · e8 чёрная ладья · g8 чёрный король · b7 чёрная пешка · f7 чёрная пешка · a6 чёрная пешка · d5 белая пешка · f5 белый ферзь · a4 белая пешка · f4 белая пешка · g4 чёрный конь · h4 чёрная пешка · f3 белый слон · b2 белая пешка · f2 белый конь · g2 белая пешка · h2 чёрный ферзь · a1 белая ладья · c1 белый слон · f1 белый король | a8 чёрная ладья · e8 чёрная ладья · g8 чёрный король · b7 чёрная пешка · f7 чёрная пешка · a6 чёрная пешка · d5 белая пешка · f5 белый ферзь · a4 белая пешка · f4 белая пешка · g4 чёрный конь · h4 чёрная пешка · f3 белый слон · b2 белая пешка · f2 белый конь · g2 белая пешка · h2 чёрный ферзь · a1 белая ладья · c1 белый слон · f1 белый король | a8 чёрная ладья · e8 чёрная ладья · g8 чёрный король · b7 чёрная пешка · f7 чёрная пешка · a6 чёрная пешка · d5 белая пешка · f5 белый ферзь · a4 белая пешка · f4 белая пешка · g4 чёрный конь · h4 чёрная пешка · f3 белый слон · b2 белая пешка · f2 белый конь · g2 белая пешка · h2 чёрный ферзь · a1 белая ладья · c1 белый слон · f1 белый король | a8 чёрная ладья · e8 чёрная ладья · g8 чёрный король · b7 чёрная пешка · f7 чёрная пешка · a6 чёрная пешка · d5 белая пешка · f5 белый ферзь · a4 белая пешка · f4 белая пешка · g4 чёрный конь · h4 чёрная пешка · f3 белый слон · b2 белая пешка · f2 белый конь · g2 белая пешка · h2 чёрный ферзь · a1 белая ладья · c1 белый слон · f1 белый король | 8 |
| 7 | a8 чёрная ладья · e8 чёрная ладья · g8 чёрный король · b7 чёрная пешка · f7 чёрная пешка · a6 чёрная пешка · d5 белая пешка · f5 белый ферзь · a4 белая пешка · f4 белая пешка · g4 чёрный конь · h4 чёрная пешка · f3 белый слон · b2 белая пешка · f2 белый конь · g2 белая пешка · h2 чёрный ферзь · a1 белая ладья · c1 белый слон · f1 белый король | a8 чёрная ладья · e8 чёрная ладья · g8 чёрный король · b7 чёрная пешка · f7 чёрная пешка · a6 чёрная пешка · d5 белая пешка · f5 белый ферзь · a4 белая пешка · f4 белая пешка · g4 чёрный конь · h4 чёрная пешка · f3 белый слон · b2 белая пешка · f2 белый конь · g2 белая пешка · h2 чёрный ферзь · a1 белая ладья · c1 белый слон · f1 белый король | a8 чёрная ладья · e8 чёрная ладья · g8 чёрный король · b7 чёрная пешка · f7 чёрная пешка · a6 чёрная пешка · d5 белая пешка · f5 белый ферзь · a4 белая пешка · f4 белая пешка · g4 чёрный конь · h4 чёрная пешка · f3 белый слон · b2 белая пешка · f2 белый конь · g2 белая пешка · h2 чёрный ферзь · a1 белая ладья · c1 белый слон · f1 белый король | a8 чёрная ладья · e8 чёрная ладья · g8 чёрный король · b7 чёрная пешка · f7 чёрная пешка · a6 чёрная пешка · d5 белая пешка · f5 белый ферзь · a4 белая пешка · f4 белая пешка · g4 чёрный конь · h4 чёрная пешка · f3 белый слон · b2 белая пешка · f2 белый конь · g2 белая пешка · h2 чёрный ферзь · a1 белая ладья · c1 белый слон · f1 белый король | a8 чёрная ладья · e8 чёрная ладья · g8 чёрный король · b7 чёрная пешка · f7 чёрная пешка · a6 чёрная пешка · d5 белая пешка · f5 белый ферзь · a4 белая пешка · f4 белая пешка · g4 чёрный конь · h4 чёрная пешка · f3 белый слон · b2 белая пешка · f2 белый конь · g2 белая пешка · h2 чёрный ферзь · a1 белая ладья · c1 белый слон · f1 белый король | a8 чёрная ладья · e8 чёрная ладья · g8 чёрный король · b7 чёрная пешка · f7 чёрная пешка · a6 чёрная пешка · d5 белая пешка · f5 белый ферзь · a4 белая пешка · f4 белая пешка · g4 чёрный конь · h4 чёрная пешка · f3 белый слон · b2 белая пешка · f2 белый конь · g2 белая пешка · h2 чёрный ферзь · a1 белая ладья · c1 белый слон · f1 белый король | a8 чёрная ладья · e8 чёрная ладья · g8 чёрный король · b7 чёрная пешка · f7 чёрная пешка · a6 чёрная пешка · d5 белая пешка · f5 белый ферзь · a4 белая пешка · f4 белая пешка · g4 чёрный конь · h4 чёрная пешка · f3 белый слон · b2 белая пешка · f2 белый конь · g2 белая пешка · h2 чёрный ферзь · a1 белая ладья · c1 белый слон · f1 белый король | a8 чёрная ладья · e8 чёрная ладья · g8 чёрный король · b7 чёрная пешка · f7 чёрная пешка · a6 чёрная пешка · d5 белая пешка · f5 белый ферзь · a4 белая пешка · f4 белая пешка · g4 чёрный конь · h4 чёрная пешка · f3 белый слон · b2 белая пешка · f2 белый конь · g2 белая пешка · h2 чёрный ферзь · a1 белая ладья · c1 белый слон · f1 белый король | 7 |
| 6 | a8 чёрная ладья · e8 чёрная ладья · g8 чёрный король · b7 чёрная пешка · f7 чёрная пешка · a6 чёрная пешка · d5 белая пешка · f5 белый ферзь · a4 белая пешка · f4 белая пешка · g4 чёрный конь · h4 чёрная пешка · f3 белый слон · b2 белая пешка · f2 белый конь · g2 белая пешка · h2 чёрный ферзь · a1 белая ладья · c1 белый слон · f1 белый король | a8 чёрная ладья · e8 чёрная ладья · g8 чёрный король · b7 чёрная пешка · f7 чёрная пешка · a6 чёрная пешка · d5 белая пешка · f5 белый ферзь · a4 белая пешка · f4 белая пешка · g4 чёрный конь · h4 чёрная пешка · f3 белый слон · b2 белая пешка · f2 белый конь · g2 белая пешка · h2 чёрный ферзь · a1 белая ладья · c1 белый слон · f1 белый король | a8 чёрная ладья · e8 чёрная ладья · g8 чёрный король · b7 чёрная пешка · f7 чёрная пешка · a6 чёрная пешка · d5 белая пешка · f5 белый ферзь · a4 белая пешка · f4 белая пешка · g4 чёрный конь · h4 чёрная пешка · f3 белый слон · b2 белая пешка · f2 белый конь · g2 белая пешка · h2 чёрный ферзь · a1 белая ладья · c1 белый слон · f1 белый король | a8 чёрная ладья · e8 чёрная ладья · g8 чёрный король · b7 чёрная пешка · f7 чёрная пешка · a6 чёрная пешка · d5 белая пешка · f5 белый ферзь · a4 белая пешка · f4 белая пешка · g4 чёрный конь · h4 чёрная пешка · f3 белый слон · b2 белая пешка · f2 белый конь · g2 белая пешка · h2 чёрный ферзь · a1 белая ладья · c1 белый слон · f1 белый король | a8 чёрная ладья · e8 чёрная ладья · g8 чёрный король · b7 чёрная пешка · f7 чёрная пешка · a6 чёрная пешка · d5 белая пешка · f5 белый ферзь · a4 белая пешка · f4 белая пешка · g4 чёрный конь · h4 чёрная пешка · f3 белый слон · b2 белая пешка · f2 белый конь · g2 белая пешка · h2 чёрный ферзь · a1 белая ладья · c1 белый слон · f1 белый король | a8 чёрная ладья · e8 чёрная ладья · g8 чёрный король · b7 чёрная пешка · f7 чёрная пешка · a6 чёрная пешка · d5 белая пешка · f5 белый ферзь · a4 белая пешка · f4 белая пешка · g4 чёрный конь · h4 чёрная пешка · f3 белый слон · b2 белая пешка · f2 белый конь · g2 белая пешка · h2 чёрный ферзь · a1 белая ладья · c1 белый слон · f1 белый король | a8 чёрная ладья · e8 чёрная ладья · g8 чёрный король · b7 чёрная пешка · f7 чёрная пешка · a6 чёрная пешка · d5 белая пешка · f5 белый ферзь · a4 белая пешка · f4 белая пешка · g4 чёрный конь · h4 чёрная пешка · f3 белый слон · b2 белая пешка · f2 белый конь · g2 белая пешка · h2 чёрный ферзь · a1 белая ладья · c1 белый слон · f1 белый король | a8 чёрная ладья · e8 чёрная ладья · g8 чёрный король · b7 чёрная пешка · f7 чёрная пешка · a6 чёрная пешка · d5 белая пешка · f5 белый ферзь · a4 белая пешка · f4 белая пешка · g4 чёрный конь · h4 чёрная пешка · f3 белый слон · b2 белая пешка · f2 белый конь · g2 белая пешка · h2 чёрный ферзь · a1 белая ладья · c1 белый слон · f1 белый король | 6 |
| 5 | a8 чёрная ладья · e8 чёрная ладья · g8 чёрный король · b7 чёрная пешка · f7 чёрная пешка · a6 чёрная пешка · d5 белая пешка · f5 белый ферзь · a4 белая пешка · f4 белая пешка · g4 чёрный конь · h4 чёрная пешка · f3 белый слон · b2 белая пешка · f2 белый конь · g2 белая пешка · h2 чёрный ферзь · a1 белая ладья · c1 белый слон · f1 белый король | a8 чёрная ладья · e8 чёрная ладья · g8 чёрный король · b7 чёрная пешка · f7 чёрная пешка · a6 чёрная пешка · d5 белая пешка · f5 белый ферзь · a4 белая пешка · f4 белая пешка · g4 чёрный конь · h4 чёрная пешка · f3 белый слон · b2 белая пешка · f2 белый конь · g2 белая пешка · h2 чёрный ферзь · a1 белая ладья · c1 белый слон · f1 белый король | a8 чёрная ладья · e8 чёрная ладья · g8 чёрный король · b7 чёрная пешка · f7 чёрная пешка · a6 чёрная пешка · d5 белая пешка · f5 белый ферзь · a4 белая пешка · f4 белая пешка · g4 чёрный конь · h4 чёрная пешка · f3 белый слон · b2 белая пешка · f2 белый конь · g2 белая пешка · h2 чёрный ферзь · a1 белая ладья · c1 белый слон · f1 белый король | a8 чёрная ладья · e8 чёрная ладья · g8 чёрный король · b7 чёрная пешка · f7 чёрная пешка · a6 чёрная пешка · d5 белая пешка · f5 белый ферзь · a4 белая пешка · f4 белая пешка · g4 чёрный конь · h4 чёрная пешка · f3 белый слон · b2 белая пешка · f2 белый конь · g2 белая пешка · h2 чёрный ферзь · a1 белая ладья · c1 белый слон · f1 белый король | a8 чёрная ладья · e8 чёрная ладья · g8 чёрный король · b7 чёрная пешка · f7 чёрная пешка · a6 чёрная пешка · d5 белая пешка · f5 белый ферзь · a4 белая пешка · f4 белая пешка · g4 чёрный конь · h4 чёрная пешка · f3 белый слон · b2 белая пешка · f2 белый конь · g2 белая пешка · h2 чёрный ферзь · a1 белая ладья · c1 белый слон · f1 белый король | a8 чёрная ладья · e8 чёрная ладья · g8 чёрный король · b7 чёрная пешка · f7 чёрная пешка · a6 чёрная пешка · d5 белая пешка · f5 белый ферзь · a4 белая пешка · f4 белая пешка · g4 чёрный конь · h4 чёрная пешка · f3 белый слон · b2 белая пешка · f2 белый конь · g2 белая пешка · h2 чёрный ферзь · a1 белая ладья · c1 белый слон · f1 белый король | a8 чёрная ладья · e8 чёрная ладья · g8 чёрный король · b7 чёрная пешка · f7 чёрная пешка · a6 чёрная пешка · d5 белая пешка · f5 белый ферзь · a4 белая пешка · f4 белая пешка · g4 чёрный конь · h4 чёрная пешка · f3 белый слон · b2 белая пешка · f2 белый конь · g2 белая пешка · h2 чёрный ферзь · a1 белая ладья · c1 белый слон · f1 белый король | a8 чёрная ладья · e8 чёрная ладья · g8 чёрный король · b7 чёрная пешка · f7 чёрная пешка · a6 чёрная пешка · d5 белая пешка · f5 белый ферзь · a4 белая пешка · f4 белая пешка · g4 чёрный конь · h4 чёрная пешка · f3 белый слон · b2 белая пешка · f2 белый конь · g2 белая пешка · h2 чёрный ферзь · a1 белая ладья · c1 белый слон · f1 белый король | 5 |
| 4 | a8 чёрная ладья · e8 чёрная ладья · g8 чёрный король · b7 чёрная пешка · f7 чёрная пешка · a6 чёрная пешка · d5 белая пешка · f5 белый ферзь · a4 белая пешка · f4 белая пешка · g4 чёрный конь · h4 чёрная пешка · f3 белый слон · b2 белая пешка · f2 белый конь · g2 белая пешка · h2 чёрный ферзь · a1 белая ладья · c1 белый слон · f1 белый король | a8 чёрная ладья · e8 чёрная ладья · g8 чёрный король · b7 чёрная пешка · f7 чёрная пешка · a6 чёрная пешка · d5 белая пешка · f5 белый ферзь · a4 белая пешка · f4 белая пешка · g4 чёрный конь · h4 чёрная пешка · f3 белый слон · b2 белая пешка · f2 белый конь · g2 белая пешка · h2 чёрный ферзь · a1 белая ладья · c1 белый слон · f1 белый король | a8 чёрная ладья · e8 чёрная ладья · g8 чёрный король · b7 чёрная пешка · f7 чёрная пешка · a6 чёрная пешка · d5 белая пешка · f5 белый ферзь · a4 белая пешка · f4 белая пешка · g4 чёрный конь · h4 чёрная пешка · f3 белый слон · b2 белая пешка · f2 белый конь · g2 белая пешка · h2 чёрный ферзь · a1 белая ладья · c1 белый слон · f1 белый король | a8 чёрная ладья · e8 чёрная ладья · g8 чёрный король · b7 чёрная пешка · f7 чёрная пешка · a6 чёрная пешка · d5 белая пешка · f5 белый ферзь · a4 белая пешка · f4 белая пешка · g4 чёрный конь · h4 чёрная пешка · f3 белый слон · b2 белая пешка · f2 белый конь · g2 белая пешка · h2 чёрный ферзь · a1 белая ладья · c1 белый слон · f1 белый король | a8 чёрная ладья · e8 чёрная ладья · g8 чёрный король · b7 чёрная пешка · f7 чёрная пешка · a6 чёрная пешка · d5 белая пешка · f5 белый ферзь · a4 белая пешка · f4 белая пешка · g4 чёрный конь · h4 чёрная пешка · f3 белый слон · b2 белая пешка · f2 белый конь · g2 белая пешка · h2 чёрный ферзь · a1 белая ладья · c1 белый слон · f1 белый король | a8 чёрная ладья · e8 чёрная ладья · g8 чёрный король · b7 чёрная пешка · f7 чёрная пешка · a6 чёрная пешка · d5 белая пешка · f5 белый ферзь · a4 белая пешка · f4 белая пешка · g4 чёрный конь · h4 чёрная пешка · f3 белый слон · b2 белая пешка · f2 белый конь · g2 белая пешка · h2 чёрный ферзь · a1 белая ладья · c1 белый слон · f1 белый король | a8 чёрная ладья · e8 чёрная ладья · g8 чёрный король · b7 чёрная пешка · f7 чёрная пешка · a6 чёрная пешка · d5 белая пешка · f5 белый ферзь · a4 белая пешка · f4 белая пешка · g4 чёрный конь · h4 чёрная пешка · f3 белый слон · b2 белая пешка · f2 белый конь · g2 белая пешка · h2 чёрный ферзь · a1 белая ладья · c1 белый слон · f1 белый король | a8 чёрная ладья · e8 чёрная ладья · g8 чёрный король · b7 чёрная пешка · f7 чёрная пешка · a6 чёрная пешка · d5 белая пешка · f5 белый ферзь · a4 белая пешка · f4 белая пешка · g4 чёрный конь · h4 чёрная пешка · f3 белый слон · b2 белая пешка · f2 белый конь · g2 белая пешка · h2 чёрный ферзь · a1 белая ладья · c1 белый слон · f1 белый король | 4 |
| 3 | a8 чёрная ладья · e8 чёрная ладья · g8 чёрный король · b7 чёрная пешка · f7 чёрная пешка · a6 чёрная пешка · d5 белая пешка · f5 белый ферзь · a4 белая пешка · f4 белая пешка · g4 чёрный конь · h4 чёрная пешка · f3 белый слон · b2 белая пешка · f2 белый конь · g2 белая пешка · h2 чёрный ферзь · a1 белая ладья · c1 белый слон · f1 белый король | a8 чёрная ладья · e8 чёрная ладья · g8 чёрный король · b7 чёрная пешка · f7 чёрная пешка · a6 чёрная пешка · d5 белая пешка · f5 белый ферзь · a4 белая пешка · f4 белая пешка · g4 чёрный конь · h4 чёрная пешка · f3 белый слон · b2 белая пешка · f2 белый конь · g2 белая пешка · h2 чёрный ферзь · a1 белая ладья · c1 белый слон · f1 белый король | a8 чёрная ладья · e8 чёрная ладья · g8 чёрный король · b7 чёрная пешка · f7 чёрная пешка · a6 чёрная пешка · d5 белая пешка · f5 белый ферзь · a4 белая пешка · f4 белая пешка · g4 чёрный конь · h4 чёрная пешка · f3 белый слон · b2 белая пешка · f2 белый конь · g2 белая пешка · h2 чёрный ферзь · a1 белая ладья · c1 белый слон · f1 белый король | a8 чёрная ладья · e8 чёрная ладья · g8 чёрный король · b7 чёрная пешка · f7 чёрная пешка · a6 чёрная пешка · d5 белая пешка · f5 белый ферзь · a4 белая пешка · f4 белая пешка · g4 чёрный конь · h4 чёрная пешка · f3 белый слон · b2 белая пешка · f2 белый конь · g2 белая пешка · h2 чёрный ферзь · a1 белая ладья · c1 белый слон · f1 белый король | a8 чёрная ладья · e8 чёрная ладья · g8 чёрный король · b7 чёрная пешка · f7 чёрная пешка · a6 чёрная пешка · d5 белая пешка · f5 белый ферзь · a4 белая пешка · f4 белая пешка · g4 чёрный конь · h4 чёрная пешка · f3 белый слон · b2 белая пешка · f2 белый конь · g2 белая пешка · h2 чёрный ферзь · a1 белая ладья · c1 белый слон · f1 белый король | a8 чёрная ладья · e8 чёрная ладья · g8 чёрный король · b7 чёрная пешка · f7 чёрная пешка · a6 чёрная пешка · d5 белая пешка · f5 белый ферзь · a4 белая пешка · f4 белая пешка · g4 чёрный конь · h4 чёрная пешка · f3 белый слон · b2 белая пешка · f2 белый конь · g2 белая пешка · h2 чёрный ферзь · a1 белая ладья · c1 белый слон · f1 белый король | a8 чёрная ладья · e8 чёрная ладья · g8 чёрный король · b7 чёрная пешка · f7 чёрная пешка · a6 чёрная пешка · d5 белая пешка · f5 белый ферзь · a4 белая пешка · f4 белая пешка · g4 чёрный конь · h4 чёрная пешка · f3 белый слон · b2 белая пешка · f2 белый конь · g2 белая пешка · h2 чёрный ферзь · a1 белая ладья · c1 белый слон · f1 белый король | a8 чёрная ладья · e8 чёрная ладья · g8 чёрный король · b7 чёрная пешка · f7 чёрная пешка · a6 чёрная пешка · d5 белая пешка · f5 белый ферзь · a4 белая пешка · f4 белая пешка · g4 чёрный конь · h4 чёрная пешка · f3 белый слон · b2 белая пешка · f2 белый конь · g2 белая пешка · h2 чёрный ферзь · a1 белая ладья · c1 белый слон · f1 белый король | 3 |
| 2 | a8 чёрная ладья · e8 чёрная ладья · g8 чёрный король · b7 чёрная пешка · f7 чёрная пешка · a6 чёрная пешка · d5 белая пешка · f5 белый ферзь · a4 белая пешка · f4 белая пешка · g4 чёрный конь · h4 чёрная пешка · f3 белый слон · b2 белая пешка · f2 белый конь · g2 белая пешка · h2 чёрный ферзь · a1 белая ладья · c1 белый слон · f1 белый король | a8 чёрная ладья · e8 чёрная ладья · g8 чёрный король · b7 чёрная пешка · f7 чёрная пешка · a6 чёрная пешка · d5 белая пешка · f5 белый ферзь · a4 белая пешка · f4 белая пешка · g4 чёрный конь · h4 чёрная пешка · f3 белый слон · b2 белая пешка · f2 белый конь · g2 белая пешка · h2 чёрный ферзь · a1 белая ладья · c1 белый слон · f1 белый король | a8 чёрная ладья · e8 чёрная ладья · g8 чёрный король · b7 чёрная пешка · f7 чёрная пешка · a6 чёрная пешка · d5 белая пешка · f5 белый ферзь · a4 белая пешка · f4 белая пешка · g4 чёрный конь · h4 чёрная пешка · f3 белый слон · b2 белая пешка · f2 белый конь · g2 белая пешка · h2 чёрный ферзь · a1 белая ладья · c1 белый слон · f1 белый король | a8 чёрная ладья · e8 чёрная ладья · g8 чёрный король · b7 чёрная пешка · f7 чёрная пешка · a6 чёрная пешка · d5 белая пешка · f5 белый ферзь · a4 белая пешка · f4 белая пешка · g4 чёрный конь · h4 чёрная пешка · f3 белый слон · b2 белая пешка · f2 белый конь · g2 белая пешка · h2 чёрный ферзь · a1 белая ладья · c1 белый слон · f1 белый король | a8 чёрная ладья · e8 чёрная ладья · g8 чёрный король · b7 чёрная пешка · f7 чёрная пешка · a6 чёрная пешка · d5 белая пешка · f5 белый ферзь · a4 белая пешка · f4 белая пешка · g4 чёрный конь · h4 чёрная пешка · f3 белый слон · b2 белая пешка · f2 белый конь · g2 белая пешка · h2 чёрный ферзь · a1 белая ладья · c1 белый слон · f1 белый король | a8 чёрная ладья · e8 чёрная ладья · g8 чёрный король · b7 чёрная пешка · f7 чёрная пешка · a6 чёрная пешка · d5 белая пешка · f5 белый ферзь · a4 белая пешка · f4 белая пешка · g4 чёрный конь · h4 чёрная пешка · f3 белый слон · b2 белая пешка · f2 белый конь · g2 белая пешка · h2 чёрный ферзь · a1 белая ладья · c1 белый слон · f1 белый король | a8 чёрная ладья · e8 чёрная ладья · g8 чёрный король · b7 чёрная пешка · f7 чёрная пешка · a6 чёрная пешка · d5 белая пешка · f5 белый ферзь · a4 белая пешка · f4 белая пешка · g4 чёрный конь · h4 чёрная пешка · f3 белый слон · b2 белая пешка · f2 белый конь · g2 белая пешка · h2 чёрный ферзь · a1 белая ладья · c1 белый слон · f1 белый король | a8 чёрная ладья · e8 чёрная ладья · g8 чёрный король · b7 чёрная пешка · f7 чёрная пешка · a6 чёрная пешка · d5 белая пешка · f5 белый ферзь · a4 белая пешка · f4 белая пешка · g4 чёрный конь · h4 чёрная пешка · f3 белый слон · b2 белая пешка · f2 белый конь · g2 белая пешка · h2 чёрный ферзь · a1 белая ладья · c1 белый слон · f1 белый король | 2 |
| 1 | a8 чёрная ладья · e8 чёрная ладья · g8 чёрный король · b7 чёрная пешка · f7 чёрная пешка · a6 чёрная пешка · d5 белая пешка · f5 белый ферзь · a4 белая пешка · f4 белая пешка · g4 чёрный конь · h4 чёрная пешка · f3 белый слон · b2 белая пешка · f2 белый конь · g2 белая пешка · h2 чёрный ферзь · a1 белая ладья · c1 белый слон · f1 белый король | a8 чёрная ладья · e8 чёрная ладья · g8 чёрный король · b7 чёрная пешка · f7 чёрная пешка · a6 чёрная пешка · d5 белая пешка · f5 белый ферзь · a4 белая пешка · f4 белая пешка · g4 чёрный конь · h4 чёрная пешка · f3 белый слон · b2 белая пешка · f2 белый конь · g2 белая пешка · h2 чёрный ферзь · a1 белая ладья · c1 белый слон · f1 белый король | a8 чёрная ладья · e8 чёрная ладья · g8 чёрный король · b7 чёрная пешка · f7 чёрная пешка · a6 чёрная пешка · d5 белая пешка · f5 белый ферзь · a4 белая пешка · f4 белая пешка · g4 чёрный конь · h4 чёрная пешка · f3 белый слон · b2 белая пешка · f2 белый конь · g2 белая пешка · h2 чёрный ферзь · a1 белая ладья · c1 белый слон · f1 белый король | a8 чёрная ладья · e8 чёрная ладья · g8 чёрный король · b7 чёрная пешка · f7 чёрная пешка · a6 чёрная пешка · d5 белая пешка · f5 белый ферзь · a4 белая пешка · f4 белая пешка · g4 чёрный конь · h4 чёрная пешка · f3 белый слон · b2 белая пешка · f2 белый конь · g2 белая пешка · h2 чёрный ферзь · a1 белая ладья · c1 белый слон · f1 белый король | a8 чёрная ладья · e8 чёрная ладья · g8 чёрный король · b7 чёрная пешка · f7 чёрная пешка · a6 чёрная пешка · d5 белая пешка · f5 белый ферзь · a4 белая пешка · f4 белая пешка · g4 чёрный конь · h4 чёрная пешка · f3 белый слон · b2 белая пешка · f2 белый конь · g2 белая пешка · h2 чёрный ферзь · a1 белая ладья · c1 белый слон · f1 белый король | a8 чёрная ладья · e8 чёрная ладья · g8 чёрный король · b7 чёрная пешка · f7 чёрная пешка · a6 чёрная пешка · d5 белая пешка · f5 белый ферзь · a4 белая пешка · f4 белая пешка · g4 чёрный конь · h4 чёрная пешка · f3 белый слон · b2 белая пешка · f2 белый конь · g2 белая пешка · h2 чёрный ферзь · a1 белая ладья · c1 белый слон · f1 белый король | a8 чёрная ладья · e8 чёрная ладья · g8 чёрный король · b7 чёрная пешка · f7 чёрная пешка · a6 чёрная пешка · d5 белая пешка · f5 белый ферзь · a4 белая пешка · f4 белая пешка · g4 чёрный конь · h4 чёрная пешка · f3 белый слон · b2 белая пешка · f2 белый конь · g2 белая пешка · h2 чёрный ферзь · a1 белая ладья · c1 белый слон · f1 белый король | a8 чёрная ладья · e8 чёрная ладья · g8 чёрный король · b7 чёрная пешка · f7 чёрная пешка · a6 чёрная пешка · d5 белая пешка · f5 белый ферзь · a4 белая пешка · f4 белая пешка · g4 чёрный конь · h4 чёрная пешка · f3 белый слон · b2 белая пешка · f2 белый конь · g2 белая пешка · h2 чёрный ферзь · a1 белая ладья · c1 белый слон · f1 белый король | 1 |
|   | a | b | c | d | e | f | g | h |   |

Спустя 4 года на шахматной олимпиаде в Люцерне Лю Вэньчжэ сыграл еще одну партию, получившую широкий резонанс благодаря эффектной концовке. Удивительно, что, публикуя эту партию, Е. Я. Гик сопроводил ее следующим комментарием: «Гроссмейстер, конечно, легко переиграл китайского шахматиста, человека с неизвестным рейтингом. Черные поставили в партии всего одну ловушку, и, как ни странно, она сработала». Всё далеко не так однозначно. Во-первых, партия изобилует обоюдными промахами (сначала белые играли излишне агрессивно, ввиду чего черные получили решающий перевес, потом, после промахов черных, перевес получили уже белые, затем белые в выигранной позиции допустили грубую ошибку). Во-вторых, в 1982 г. Лю Вэньчжэ был уже международным мастером, и на момент соревнования его рейтинг, согласно личной карточке на сайте 365Chess, составлял 2400.
Георгиу — Лю Вэньчжэ, XXV шахматная олимпиада, Люцерн, 1982 г.
Защита Модерн-Бенони
Примечания из книги Б. И. Турова «Пять шахматных олимпиад» и из «Шахматного информатора» (автор — Лю Вэньчжэ).
1. d4 Кf6 2. c4 c5 3. d5 e6 4. Кc3 ed 5. cd d6 6. Кf3 g6 7. Кd2 Кbd7 8. e4 Сg7 9. Сe2 0–0 10. 0–0 Лe8 11. a4 Кe5 12. Лe1.
12. h3 g5! 13. Кf3 К:f3+ 14. С:f3 Лe5!?
12... a6 13. f4?!
Надежнее 13. Кf1.
13... Кeg4 14. Сf3 h5 15. Кc4?
15. Кf1!?; к острой игре вело 15. h3 К:d5!? 16. К:d5 Сd4+ 17. Крf1 Фh4 — Макарычев.
(См. диаграмму)
15... К:e4! 16. Л:e4.
16. К:e4 Сd4+.
16... Сd4+ 17. Л:d4 cd 18. Кe4 Фh4 19. Кc:d6.
19. h3 Сf5! 20. Кc:d6 С:e4 21. К:e4 Л:e4 22. С:e4 Лe8 с решающим перевесом у черных — Лю Вэньчжэ.
19... Ф:h2+ 20. Крf1 Сf5! 21. К:f5 gf?
Выигрывало 21... Л:e4! 22. Кh6+ К:h6 23. С:e4 Лe8 24. Сf3 Кg4 25. С:g4 hg — Лю Вэньчжэ.
22. Кf2 d3?
К ничьей вело 22... К:f2 23. Кр:f2 Фh4+ 24. Крf1 Фh1+.
23. Ф:d3 h4 24. Ф:f5??
Ответный промах, решало 24. Сd2!
(См. диаграмму)
24... Фg1+!!
25. Кр:g1 Лe1#.
Белые сдались.
Любопытно, что в этом матче, завершившемся со счетом 2 : 2, вторую победу китайские шахматисты также одержали черными с помощью жертвы ферзя на поле g1 (на 3-й доске Ли Цзунянь выиграл у В. Стойки).

## Основные спортивные результаты
| Год  | Город        | Соревнование                                        | + | − | = | Результат | Место             |
| ---- | ------------ | --------------------------------------------------- | - | - | - | --------- | ----------------- |
| 1978 | Буэнос-Айрес | XXIII Олимпиада (сборная Китая, 2-я доска)          | 5 | 4 | 1 | 5½ из 10  |                   |
| 1979 | Сингапур     | Командный чемпионат Азии (сборная Китая, 2-я доска) |   |   |   |           | Команда — 2-я     |
| 1980 | Лэшань       | Чемпионат Китая                                     |   |   |   |           | 1                 |
|      | Мальта       | XXIV Олимпиада (сборная Китая, 1-я доска)           | 1 | 8 | 3 | 2½ из 12  |                   |
| 1981 | Ханчжоу      | Командный чемпионат Азии (сборная Китая, 1-я доска) |   |   |   |           | Команда — 2-я     |
| 1982 | Чэнду        | Чемпионат Китая                                     |   |   |   |           | 1                 |
|      | Люцерн       | XXV Олимпиада (сборная Китая, 1-я доска)            | 6 | 7 | 0 | 6 из 13   |                   |
| 1987 | Сюйчан       | Чемпионат Китая                                     | 6 | 4 | 2 | 7 из 12   | 10—13             |
| 1988 | Белград      | Опен-турнир GMA (Ассоциации гроссмейстеров)         | 4 | 4 | 1 | 4½ из 9   |                   |
| 1991 | Пинанг       | Командный чемпионат Азии (сборная Китая, запасной)  |   |   |   |           | Команда — чемпион |
| 1993 | Куала-Лумпур | Командный чемпионат Азии (сборная Китая, запасной)  |   |   |   |           |                   |

## Изменения рейтинга
| Графики недоступны из-за технических проблем. См. информацию на Фабрикаторе и на mediawiki.org. |